# さまぁ〜ず×さまぁ〜ず
『さまぁ〜ず×さまぁ〜ず』（SUMMERS SUMMERS）は、テレビ朝日系列で2007年4月5日（4日深夜）から2020年9月22日（21日深夜）まで放送され、2025年4月12日からBS朝日で放送されているトークバラエティ番組であり、さまぁ〜ずの冠番組。略称は「さま×さま」。

## 概要
さまぁ〜ずの2人がトークライブ形式で進行する「ひょっとしたら面白いかもしれない番組」（番組開始時の宣伝コメントより）。
2006年12月29日に原宿Blue Jay Wayで行われ、ミランカでVOD配信された『さまぁ〜ずトークLIVE 三村もいるよ!』をレギュラー番組化したもので、同時間帯におけるさまぁ〜ずの番組としては『指名手配』（2004年10月7日 - 2005年3月31日）『三竹占い』（2005年4月7日 - 2006年9月29日）『三竹天狗』（2006年10月5日 - 2007年3月29日）に引き続き4作目となる。制作スタッフはイーストが担当していた前3番組とは一新され、ケイマックスの（主に2人が出演していた同局『内村プロデュース』の主要）スタッフが手掛けることとなった。
トークライブの収録は番組公式ホームページ上で募集した一般観覧者を集め、テレビ朝日アーク放送センター（旧：テイクスタジオARK）で行われている。放送開始時は渋谷区神宮前の:BS（コロンブス）ビル内にあるBS朝日・スタジオAで行われていたが、同スタジオが「潰れてしまった」ため、2010年5月3日放送分の収録から現在のスタジオへ変更された。
トーク内容は主に大竹が「自分の体験談」「腹が立ったこと・（よく行くカフェやコンビニ店員に対する）愚痴」、結婚後は「息子と特撮関連」「自身の妻について」、三村が「家族内の近況」を中心に話されるが、番組の前説担当・つぶやきシローやさまぁ〜ずの担当マネージャー、当番組や『モヤモヤさまぁ〜ず2』（テレビ東京）、『内村さまぁ〜ず』におけるロケのこぼれ話、周辺スタッフの話も多い。2人によるトークのほかにも、舞台上のマルチスクリーンやタッチペンを使った大喜利・クイズの出題なども行われる（後述）。
2015年4月3日放送分（関東地区）から「テレ朝動画」および「GYAO!」にてインターネットによる見逃し配信が行われている。番組最新回に関しては関東地区での放送終了後、約1週間無料で視聴出来る。また、無料視聴期限を過ぎた場合でも、有料で視聴可能である。
2020年9月8日（7日深夜）放送分で、つぶやきが「番組史上最大のサプライズ発表」として同年秋での番組終了を発表。9月22日放送分で番組を終了した。
その後番組としての動きは、2021年5月26日に発売されたDVD・Blu-rayシリーズ第22弾の宣伝を公式Twitterで行った以降途絶えていたが、番組終了後から約4年半後の2025年2月23日に、更新を停止していた番組公式Xアカウント2つがそれぞれ投稿を再開。そして5日後の2月28日に『さまぁ～ず×さまぁ～ず BSさまぁ～ず Powered by 銀のマルシェ』として、2025年4月12日（土）よりBS朝日で毎週土曜日 23時30分からレギュラー放送が復活することが発表された。それに先駆けて、新番組スタート前の3月26日 23時には復活SP、復活当日の4月12日 21時には直前2時間SPも併せて放送された。
なお地上波版とは異なる点として、ロゴやセットなどの刷新、番組最後にBS朝日が行っているプロジェクト「銀のマルシェ」のコーナーの追加、収録場所がアーク放送センターから世田谷区の東京メディアシティ（TMC）へ変更されている。

### 放送時間
地上波での放送は、番組開始から何度も枠移動と放送時間の繰り下げを行い、その度に放送開始時刻が遅くなっていた。
| 放送期間 | 放送期間 | 放送曜日             | 放送時間（JST） | 備考                                                                  |
| -------- | -------- | -------------------- | --------------- | --------------------------------------------------------------------- |
| 2007.04  | 2009.09  | 木曜日（水曜日深夜） | 0:45 - 1:15     | ネオバラエティ第3部枠での放送。                                       |
| 2009.10  | 2012.03  | 日曜日（土曜日深夜） | 1:25 - 1:55     | 2009年の秋期改編でネオバラエティ3部枠が廃止されたため、放送枠を移動。 |
| 2012.04  | 2012.10  | 日曜日（土曜日深夜） | 1:30 - 2:00     | 前座番組の単発番組から30分番組2本設置による5分繰り下げ。              |
| 2012.10  | 2014.03  | 日曜日（土曜日深夜） | 1:45 - 2:15     | 『土曜ワイド劇場』の放送枠拡大に伴い、15分繰り下げ。                  |
| 2014.04  | 2017.09  | 金曜日（木曜日深夜） | 2:21 - 2:51     | 4年半ぶりに平日深夜枠に移動。                                         |
| 2017.10  | 2018.09  | 火曜日（月曜日深夜） | 2:21 - 2:51     | 『GENERATIONS高校TV』（AbemaTV制作）の開始に伴い、放送枠を移動。      |
| 2018.10  | 2019.09  | 火曜日（月曜日深夜） | 2:24 - 2:54     | 『報道ステーション』の放送枠拡大により、3分繰り下げ。                 |
| 2019.10  | 2020.09  | 火曜日（月曜日深夜） | 2:21 - 2:51     | 『報道ステーション』の放送枠縮小により、3分繰り上げ。                 |
| 2025.04  | -        | 土曜日               | 23:30 - 翌0:00  | BS朝日での放送。                                                      |

なお、2010年まで年間最後の放送は『さまぁ〜ず×さまぁ〜ず×さまぁ〜ず』として放送時間が拡大されていた。以降は「DVD発売記念」としてスペシャル版を放送する場合があり、2012年3月25日放送回では番組初のハワイロケが行われた。
- 2007年12月27日 - 30分拡大
- 2008年6月29日 - 『ドスペ2』枠で放送（DVD第1弾発売記念スペシャル）
- 2008年12月25日 - 30分拡大
- 2009年12月27日 - 55分拡大
- 2010年8月29日 - 55分拡大（DVD第3弾発売記念スペシャル）
- 2010年12月26日 - 55分拡大
- 2011年3月6日 - 30分拡大
- 2011年10月9日 - 55分拡大（DVD第5弾発売記念スペシャル）
- 2012年3月25日 - 55分拡大（DVD第6弾発売記念スペシャル）
- 2017年12月26日 - 30分拡大（10周年スペシャル）

長らく番組終盤に2回（1分30秒ずつ）のCM枠を流す形態であったが、2011年5月1日の放送分より放送開始直後と番組終盤に1回ずつ流れる形態に変わった。同年12月11・18日放送分は一時的に前述の状態に戻り、2012年7月より完全に前述の状態に戻っている。

## 出演者

### レギュラー出演
- さまぁ〜ず（大竹一樹・三村マサカズ）

### 不定期出演
収録の前説を務めるつぶやきシローや、番組の構成を担当するたかはCらが出演することがある。

### ゲスト出演
本番組はさまぁ〜ず2人の意向もあり、番組中にゲストを招かずあくまでも「さまぁ〜ず2人のトークライブ」という方針を取っている。番組開始当初は前説のつぶやきシローが司会の「ゲスト告知コーナー」を番組エンディングに挿入していたが、3回のみの放送に終わっている。
2007年12月27日、2008年3月20日
『内村プロデュース』のDVD発売記念・特番放送の告知を兼ねて、同番組MCの内村光良（ウッチャンナンチャン）がゲスト出演。
2008年12月25日
山崎弘也（アンタッチャブル）が、番組内で過去に話された“ハグ事件”の弁明のためにゲスト出演。BS朝日の会議室と収録スタジオ間で中継を結んで出演した（打ち合わせ段階では山崎がスタジオへ向かう予定もあったが、さまぁ〜ず2人の「来なくていい」の一言で急遽取りやめられた）。
2010年1月24日
映画『おとうと』のプロモーションで、主演の笑福亭鶴瓶がパペットコントにゲスト出演。声だけではなく顔を出しての出演。
2010年2月1日
パペットコントの枠で、『ダウンタウンのガキの使いやあらへんで!!』の「おばちゃん3号」こと三城晃子とつぶやきシローが、さまぁ〜ずの主演映画『かずら』の宣伝を行う。
2010年5月17日
『徹子の部屋』の収録終わりで立ち寄ったマーガレット・カメリア・ヤジマ（矢島美容室、＝とんねるず・木梨憲武）が、飛び入りでステージに登場。
2010年9月20日、9月27日
パペットコントに地デジカが出演（声は大竹が演じる）。
2011年7月24日
スタジオへ収録の観覧に来ていた板野友美（AKB48）が飛び入りでステージに登場。
2011年10月9日
85分スペシャル内の、芸能人がさまぁ〜ずから受けたイタズラをクイズ形式で発表する企画で、被害者として小杉竜一（ブラックマヨネーズ）がVTR出演。同様に被害者として出演した川村エミコ（たんぽぽ）がステージに登場。コーナーMCをつぶやきシローが担当した。

## トークパート以外のコーナー
番組の後半部分では舞台上のマルチスクリーンやタッチペンを利用したクイズや大喜利などの企画が行われており、そのうち定番化しているものがいくつかある。以下はその主な例。
海外の法律当てクイズ
海外に実在する珍しい法律の文章を穴埋めする。
さまぁ〜ず式英会話
「What time is it now?」が日本語で「掘った芋いじるな」と聞こえるように、英語の発音を日本語に転換するもの。2012年3月に放送された拡大スペシャルではこのコーナーの特別版として、現地の人々に通用するかどうかを実践する為、ハワイでロケを行った。
絵描き歌に挑戦
「何が書き上がるかが分からない状態で絵描き歌だけを聞き、2人が正しく正解を書けるかどうか挑戦する」ものと、「正解に導くため2人のいずれかが絵描き歌を作り、相手に正しい絵を書かせる」ものの2パターンが存在する。絵を描く際は基本的に大竹がタッチペン、三村がスケッチブックを用いる。
逆回転に挑戦
応じられたお題のシチュエーションに対して、さまぁ〜ずが逆回転で演じるというもの。内容によってはセリフが出てくる場合も有り、その場合は文章をローマ字表記に直した上でそれを逆から読むという方法をとっている。
のちに逆再生した楽曲を一方が聴き歌唱。逆再生して何の歌かをもう一方が当てるクイズなど、派生パターンも生まれた。
お客さんの似顔絵を当てよう
片方が観覧客の中から選んだ1人の似顔絵を描き、片方が誰を描いたのかを当てる。似顔絵は描いた方のサイン付きで選ばれた観覧客にプレゼントされている。

### ミニコーナー
放送開始当初にはさまぁ〜ずによる固定カメラ撮影のショートコント（手など、身体の一部分しか画面に映らない）や、2人がチビッコ達人の技に挑戦する野外ロケコーナーがトーク間に挿入されていたが、間もなくパペットを使って、トークの内容を元にしたショートコントに代わった。コントテーマはコント直前のトーク内容に沿っているため、次回分の収録前に撮影が行われる。
パペットコント
- パンダ（パパ） - 三村
- ウサギ（息子） - 大竹
- サル（娘） - 大竹
- ニワトリ（ママ） - 大竹
- カエルの"やすゆき君"（パパの甥・息子のいとこ） - 大竹

やすゆき君を除く4名は三村家の家族構成と同一で、家族の中ではパパ（とやすゆき君）のみ言葉を発し、他3名はボディランゲージで感情表現を示す。この他にも、モブキャラクターとして大竹が演じるライオン・ゾウ・ペンギンなどにセリフが存在する。
パペットキャラは番組のマスコット的な存在として、現在ではDVDのジャケットにもイラストや写真が使われるようになった。2011年4月10日からの放送ではオープニング映像にパンダとウサギが登場しているが、三村が「実際にコントで使っているパペットと違う」ことを放送で言及し、結果「パペット本体に付いてきたおまけの指人形」を使用していたことが判明した。
なお、後述の「1ミニッツ対決」の開始により定期コーナーとしては一旦終了したが、DVDの発売シーズンなどは宣伝を兼ねた新作が不定期に放映されていた。その後、「1ミニッツ対決」の休止に伴って毎週新作を放送している。
1ミニッツ対決
2012年9月2日放送分より番組のエンディングにて開始。これは三村と大竹が1分間様々な競技で対決し、先に5敗した方が次週の放送で罰ゲームを行うという企画である。これまで使用されていたパペットは対決の最中、画面後方に映っている。Season5まで実施され、「スタッフ分の食事（ファーストフード等の軽食）を一人で購入してくる」、「運転手を車で送る」といった罰ゲームが行われた。
前述の通り、2013年10月20日放送のSeason5罰ゲーム編をもって休止状態にある。

## 放送リスト

### 地上波版

#### 2011年
| 放送日   | 話 | トークテーマ | お題 |
| -------- | --- | --- | --- |
| 1月8日   | おせっかいおじさん登場の話 何もしてくれないはずれコーディネーターさんの話 海外電気事情にはご用心…の話                                                   | | 次の擬音語は何の音でしょう?                                                                                |
| 1月15日  | 鬼嫁疑惑を番組で弁明した話 逆にこっちが恐縮しちゃう話 感謝の気持ちを伝えたい話 大竹がやらかした歴史的大チョンボの話 優羽くんの宿題の話                  | | |
| 1月22日  | 思いつきで話したら…の話 思わぬ場所で思わぬ方に遭遇した話 オジサンたちが語るオシャレうんちくの話                                                         | ゴキブリが週１回出る家と、オバケが週1回出る家ならどちらに引っ越しますか?                                                                                           | どっちの手が優秀ですか?                                                                                    |
| 1月29日  | 今更ですがM-1の話 息子のアレに衝撃を受けた話 本末転倒の話                                                                                               | 片方だけ靴下が無くなった場合、どうしますか? | 次の言葉に余計な一言を足して相手の神経を逆なでして下さい                                                   |
| 2月5日   | コンビで丁度いい話 足の痛みの原因は？…の話 後輩から結婚報告メールが来た話                                                                               | 話していた相手が突然ケータイに出てしまった時の孤独感をやり過ごす方法を教えてください                                                                               | どっちの手が優秀ですか?                                                                                    |
| 2月12日  | 三村一家vs野生サルの話 イタリアvsフランスの話 世界的美術館で感じた率直な感想の話                                                                        | | |
| 2月19日  | 三村パパが参観日に行ってきた話 若い人は知らないのかな？の話 マッサージにまつわる話 運転手・石田の大竹ドライバー５か条の話                               | | |
| 2月26日  | どんだけ○○なんだよ！の話 大竹が気になる女子フレーズの話                                                                                                 | トイレなどで落書きしてしまう人の心理を考えて下さい | ダジャレ好きな居酒屋の店長だったら、 どんなメニュー名にしますか？                                          |
| 3月5日   | | | |
| 3月19日  | 気まぐれなアイツの話 コンビニおばちゃん店員の納得いかない行動の話 タクシーにまつわる信じられない話 洗面台で起きたハプニングの話                         | | どっちの手が優秀ですか？                                                                                   |
| 3月26日  | | | |
| 4月2日   | | | |
| 4月9日   | 結婚にまつわるエトセトラの話 病院へのクレームが大爆発した話 珍しく写メったオジサンの話                                                                  | | |
| 4月16日  | 松本マネのよく分からない主張の話 エスカレーターの悲劇の話 息子の意外な好き嫌いの話                                                                      | 道路工事の警備員さんのベストな誘導の仕方を教えて下さい | 三村さんが連想ゲームの出題者になって１分間で５問正解して下さい                                             |
| 4月23日  | 新オープニングのアイツがちょっと…の話 うろ覚えな男たちの話 オジサンの記憶力の話                                                                         | | リズムに乗ってお絵かきしりとりで対決して下さい                                                             |
| 4月30日  | 結婚して変わったことの話 微妙なファン心理にご用心の話                                                                                                   | | どっちのことを言ってるか話し合って下さい                                                                   |
| 5月7日   | 気になるアイツがやっぱり登場した話 また同窓会に行ってきた話 カツカレーのこだわりの話 発音の常識を発見した話 結婚についてツッコんでみた話                | 結局、トイレットペーパーのベストな紙質ってどんなんですか？ | わらべうたの歌詞を実際に遊びながら当ててください                                                           |
| 5月14日  | ファッションにかんするアレコレの話 会員カードのお得感の話                                                                                               | 最近、車だと勘違いしている自転車乗りが多いのですが、それはどういうことですか？                                                                                     | どっちのことを言ってるか話し合って下さい                                                                   |
| 5月21日  | 子供の発想にビックリさせられた話 大竹嫁に言われたショックな一言の話 大竹嫁の名言の話 携帯電話を使いこなせないオジサンたちの話                           | | イラッ！とする余計なひと言を足して下さい                                                                   |
| 5月28日  | 育ち盛りの娘の口癖の話 若い頃の２人の食欲の話 何も覚えられなくなってしまったオジサンたちの話                                                            | | 相手の心理を読み切って、３つの箱のどれかにびっくり箱をしかけて下さいお題次の状況に見合った表情をして下さい |
| 6月4日   | ウォシュレット問題でイラついた話 コーヒーショップに一言モノ物申したい話 ノスタルジックな光景の話                                                        | この人グイグイきそうだなってわかる一瞬の動きって何ですか？ | 学校にあった次の道具の名前を「超」早押しで答えて下さい                                                     |
| 6月11日  | 気がついたら一人だった話 どうしてアレがやりたくない芸人の話 雑誌のアンケートで一喜一憂した話                                                            | なぜスケベ心＝鼻の下を伸ばすなのか？ 勝手に話し合って下さい | １つの言葉を使って、お題のツッコミに合うベストな川柳を考えて下さい                                         |
| 6月18日  | AKBの総選挙を観に行った話 娘の友達が遊びに来ていた話 | 定食屋さんで券売機が一台しかない場合、後ろに並ばれても慌てずにいられる方法を紹介して下さい                                                                         | 奥さま川柳を穴埋めして下さい                                                                               |
| 6月25日  | 世界的マジシャンをテンパらせてしまった話 | 実は密かにやっている“ちょい足し”ってありますか？ | ボケようのない問題に一瞬で無理矢理ボケなさい                                                               |
| 7月2日   | おしゃれスポットに弱いオジサンたちの話 衝撃のアンケート結果の話 ついにあのランキングに入った話 スーパーに個性的なオジサンが出現した話                   | 人の話に深くうなずく人って何ですか？ | 次の言葉を言われてもプラスにとらえて下さい                                                                 |
| 7月9日   | 登場前にひと悶着あった話 意外な一面を垣間見せた話 | お２人の運転経験から、初心者マークや高齢者マークなどのほかにあったらいいマークはなんですか？                                                                       | 逆回転風に動いて下さい                                                                                     |
| 7月23日  | お年頃の娘と三村パパの距離感の話 コーヒーショップで遭遇したダメ店員の話 ＡＫＢ板野友美がさま×さまに来た話                                               | 子供の頃は触れたけど、大人になってから触れなくなった虫はなんですか？                                                                                               | さま×さま百科事典を完成させなさい                                                                          |
| 8月6日   | 良かれと思ってやったのに…の話 不機嫌な女子マネージャーの話 三村流赤ちゃんプールの楽しみ方の話                                                           | | 英語の顔文字にセリフをつけて下さい                                                                         |
| 8月13日  | 時差ボケがいまだ収まらない話 タイミングを考えてほしい話 おぼんの風習の話 欧米らしいバカンス作法の話                                                     | | おネェのお店プロフィールを穴埋めして下さい                                                                 |
| 8月20日  | 美人女優に浮足立った話 水泳のゴーグルが欲しい話 新たに“仲間”になるヤツについて考察してみた話                                                            | 細かい話ですが、だるまさんがころんだで、鬼に近づいていく１人目のモチベーションは何ですか？                                                                         | 子どもクイズに答えてください                                                                               |
| 8月27日  | 新聞に気になるキーワードを発見した話 スマートな飲み会作法の話                                                                                           | | ちょっとした対決をして下さい                                                                               |
| 9月3日   | 息も絶え絶えなオジサンの話 シローが家にやってきた話 読書好き？の２年生の話                                                                              | 歯医者さんの「痛かったら右手をあげて下さい」は、どれくらい痛かったら本当にあげていいんですか？トークテーマ室内に入った欧米人は、いつ靴を脱ぐのですか？             | 世界の厳しい校則を穴埋めして下さい                                                                         |
| 9月10日  | タダ飯食らいの男たちの話 チーム三村が野球観戦に行った話                                                                                                 | | 逆回転で演じて下さい                                                                                       |
| 9月17日  | わがまま患者in人気病院の話 マジックショーでドキドキした話                                                                                               | | 絵描き歌で相方に伝えて下さい                                                                               |
| 9月24日  | その間違いは誰のせい？の話 女子マネのリアクションに違和感を覚えた話 三村家inハワイの話                                                                  | | 奇跡を起こして下さい                                                                                       |
| 10月1日  | あのお方とばったり遭遇した話 北陸名物“味ナシ餅”の話 | なぜトイレットペーパーはシングルとダブルがあるのだと思いますか？                                                                                                   | 絵描き歌で相方に伝えて下さい                                                                               |
| 10月8日  | | | |
| 10月15日 | コーヒーショップの悲劇の話 次々に巻き起こる悲劇の話 ジブリ映画のある点がどうしても気になった話                                                          | | |
| 10月22日 | 新人マネージャーが取った意外な行動の話 戦国オタクになったオジサンの話                                                                                   | ハレンチ学園にはどんな授業がありますか？ | しばり過ぎ連想ゲームに１分間で答えて下さい                                                                 |
| 10月29日 | 収集癖に目覚めてしまった話 テンションがいきなりＭＡＸまで上がった話 いつものコーヒーショップで起きたあまりにもショックな話 相方が衝撃的な行動を取った話 | から揚げにレモンを勝手にかけることは、どちらかといえば良いことですか？ 悪いことですか？                                                                            | |
| 11月5日  | またもやアレが発症してしまった話 大好きなゲームの小さな不満の話                                                                                         | 洋服屋さんが試着した時に、ちょっと小さいと「着てるうちに伸びますよ」って言うし、ちょっと大きいと「洗うと縮みます」って言うんですけど、どっちを信じればいいですか？ | 相方を操って下さい                                                                                         |
| 11月12日 | 優羽くんのお出かけの話 あのコーヒーショップに新キャラが登場した話 運転手のオジサン化が著しい話                                                          | | 一瞬で相手に嫌われて下さい                                                                                 |
| 11月19日 | 大竹披露宴舞台裏の話 | 結婚式の引き出物でもらって嬉しいのは、カタログ派ですか？ 現物派ですか？                                                                                            | |
| 11月26日 | ２人が知る“のれん分け”あるあるの話 | お土産やプレゼントでもらったけど本格的にいらないものの場合どうしてますか？                                                                                         | お客さんの似顔絵を当てて下さい                                                                             |
| 12月3日  | ドラマ出演者の方々に遭遇した話 互いの認識が食い違った時の話                                                                                             | 居酒屋のトイレって何で舞台のチラシが多いんですか？ | 本格派俳優になりきって○○と遭遇した時のリアクションを演じて下さい                                           |
| 12月10日 | うっかりオジサン三村に一言モノ申す話 水族館でもうっかりした話                                                                                           | | 太った人が言う「カレーは飲み物だ」みたいな名言を、次の人たちで作って下さい                                 |
| 12月17日 | あのカフェでまたもくらった衝撃の出来事の話 クレーマー疑惑を追及した話 オバケの対処法の話                                                                | | お客さん似顔絵を当てて下さい                                                                               |
| 12月24日 | 一大決心で歯を治療した話 ビジュアルの特徴をいかさなきゃダメ！な話                                                                                       | なぜ人は犬に出くわすと高い声で話すんですか？ | 動物雑学に答えて下さい                                                                                     |

#### 2012年
| 放送日   | 話 | トークテーマ | お題 |
| -------- | --- | --- | --- |
| 1月7日   | 新年の新たな誓いの話 何も覚えられないポンコツオジサンの話 成長した自分を見せたい話                                                                                        | なぜ、おばさんが乗っている自転車はブレーキがうるさいのですか？                                                         | 同じ言葉を入れて下さい                                                                                           |
| 1月14日  | 甘やかさないでほしい話 嘆きのテレビ事情の話 芸能100大ニュースにあの件が入っていた話                                                                                       | 洋服屋さんや本屋さんで人に会うと恥ずかしいのは何でですか？                                                             | 海外の標識の意味を当てて下さい                                                                                   |
| 1月21日  | 突然のネタふりにいろんな汗が噴き出た話 大竹の不可解な生活スタイルの話 | | 四字熟語を相方にジェスチャーで伝えて下さい                                                                       |
| 1月28日  | 空港でコメントを求められた話 飛行機でそれぞれひと騒動あった話 | なぜ大人になってから転ぶと無様な事になってしまうんだと思いますか？                                                     | 最初に思いついちゃう答えを打ち消して、新しいダジャレを一瞬で考えて下さい                                         |
| 2月4日   | お気に入りレザージャケットの悲しい運命の話 ズボラな妻にイラっとした話 ハワイで遭遇した奇妙な人々の話                                                                      | 誰も周りにいないから歌っていた鼻歌が誰かに聞かれてしまった時の正解リアクションは？                                     | リズムに乗ってお絵描きしりとりに挑戦して下さい                                                                   |
| 2月11日  | 飲み会あるあるの話 病院に付き添ってきた話 | | 目を閉じて同じポーズをしてください                                                                               |
| 2月18日  | 衣装あるあるの話 子供の頃のトキメキがなくなった話 街で見かけた時の声の掛け方に注意してほしい話                                                                            | | さまぁ～ず式英会話を作って下さい                                                                                 |
| 2月25日  | トイレでまさかのハプニングが発生した話 大竹が口にした言葉に引っ掛かった話 トイレで体験した危機一髪の話                                                                    | 財布しか入らないような小さなショルダーバックを持っている男子がいますが、あれどんな時に使うんですか？                   | カロリーの高そうな料理に一言加えて、ちょっとヘルシーにしてください                                               |
| 3月3日   | 芸人・三村の行く末を案じた話 プロレスＤＶＤが残念な結果をもたらした話 | 気持ちが顔に出るタイプと出ないタイプどっちが損だと思いますか？                                                         | 三村さんのドライバー吉村くんが考えた「三村クイズ」に挑戦してください                                             |
| 3月17日  | せっかくの料理なのに…の話 オジサンvs最先端機器の話 | | さまぁ～ず式英会話を作って下さい                                                                                 |
| 3月24日  | 衣装ですったもんだした話 奇妙な業界用語に違和感を覚えた話 | | さまぁ～ず式英会話を作って、ハワイで実践して下さい                                                               |
| 3月31日  | 家に帰ったらお客さんが来ていた話 最近の衣装事情に物申したい話 読書オジサンの妄想の話 相変わらず芸能人との距離感を掴めない２人の話                                         | | 心理テストを予想して下さい                                                                                       |
| 4月7日   | ２人揃って高校時代の会合に参加した話 | | 避難訓練の“お（さない）・か（けない）・し（しゃべらない）”のように、次のシチュエーションでの心構えを教えて下さい |
| 4月14日  | 大竹家で長男が誕生した話 | | 次の親切に一言足してイヤな奴にして下さい                                                                         |
| 4月21日  | ハワイロケでスタッフがいろいろやらかした話 またもや飛行機でひと悶着あった話                                                                                               | | 相方が当てずっぽうで描いた絵の内容を当ててください                                                               |
| 4月28日  | 会見の発言がニュースで流れた話 息子の名前の申請に区役所に行ってきた話 | ウルトラマンはなぜカラータイマーを見える場所につけているのですか？                                                     | 童謡の最後に一言足して台無しにして下さい                                                                         |
| 5月5日   | テンパりマネージャー出現の話 おじさんの悲哀を感じた話 買い物カゴをめぐる攻防の話 最近のパーキングエリアはあなどれない話                                                   | | どっちがメンタリストですか？                                                                                     |
| 5月12日  | 文明の発展についていけないオジサンの話 はじめての六本木ヒルズの話 | アーティストがよく使っているフィーチャリングっていつから言うようになったんですか？                                     | 隠語の由来をむりやり考えて下さい                                                                                 |
| 5月19日  | 酔っ払いが先輩に大迷惑をお掛けしてしまった話 時計をめぐる誤算の話 新米パパが奮闘している話 相変わらずスマホに四苦八苦している話                                           | | 条件に合わせてむりやり言葉を考えて下さい                                                                         |
| 5月26日  | 愛息子の授業参観に行ってきた話 ラーメン店で気持ち悪いヤツを目撃した話 | | 次の生き物の名前に一言足して弱々しくして下さい                                                                   |
| 6月2日   | 最近やせた？と聞かれる話 女子中高生の気になる“あの部分”の話 ベテランパパから新米パパへのアドバイスの話 有名女優とろうかですれ違った話                                     | カッパはなんでわざわざ水がこぼれやすいお皿を頭に乗せているのですか？                                                   | 次のハワイに向けて、さまぁ～ず式英会話を作って下さい                                                             |
| 6月9日   | 飛行機で目撃した「ああはなりたくない」女性の話 服をあげるって意外と大変だなと思った話                                                                                     | スポーツ中継で観客席が映った時、気づいたお客さんが手を振った瞬間に、すぐ別の人に切り替えられちゃうのはたまたまですか？ | 実在する変わった社則を穴埋めして下さい                                                                           |
| 6月16日  | 機嫌のいい人に絶対に言っちゃダメな言葉の話 「金環日食」狂騒曲の話 たまにはやってみるのもいいもんだ…という話 様変わりした書店に違和感を覚えた話 憂うべき“おしぼり問題”の話 | | 最短連想対決をして下さい                                                                                         |
| 6月23日  | 空港でまたやらかした男の話 空港のチェックにまつわるモロモロの話 | やっぱり仕事中にノンアルコールビールを飲んじゃいけませんよね？                                                         | お客さんの似顔絵を当てて下さい                                                                                   |
| 6月30日  | 赤ちゃんをお風呂に入れる係の話 子供たちに誕生日を祝ってもらった話 言葉遣いに子供の成長を垣間見た話                                                                        | サッカーでナイスセーブしたキーパーが味方に怒っているのはなぜですか？                                                   | 絵描き歌に挑戦して下さい                                                                                         |
| 7月7日   | 行きつけコンビニに新キャラが登場した話 ルーティンワークを守りたい男の話 なぜかある言葉に引っ掛かった話                                                                    | 風邪で病院に行くと、ちょっと症状をもっちゃうのはなぜですか？                                                           | どっちのセリフですか？                                                                                           |
| 7月14日  | 楽屋に大スターが現れた話 まさかの行動を目撃した話 | ショッカーはなぜ防具もつけずに、薄い全身タイツで戦いに挑んでいるんですか？                                             | 逆回転で演じて下さい                                                                                             |
| 7月28日  | 腰痛の原因を考察してみた話 余計な事実に気づいちゃった２人の話 | 見当違いに揉んでくるマッサージ屋さんに、どこまで細かく指示していいんですか？                                           | 「素敵なサプライズ」に、一言足して「最悪のサプライズ」にして下さい                                               |
| 8月11日  | 免許の書き換えに行ってきた話 それぞれ子供の姿に成長を見た話 | 怖い話をしても相手が全然怖がってくれない時は、どんな方法で乗り切ればいいですか？                                       | 四字熟語を相方にジェスチャーで伝えて下さい                                                                       |
| 8月18日  | 禁止好物が一時的に解禁された話 某長時間番組の舞台裏の話 大竹家洗濯事情の話                                                                                                | 洋画は吹き替え派ですか？ 字幕派ですか？                                                                                | 懐かしニュースクイズに答えて下さい                                                                               |
| 8月25日  | オジサンたちの最近の悩みの話 落花生芸人のこだわりの話 | 「空気がうまい」と言うタイプは他でどんなことを言うタイプですか？                                                       | 大きい声で言っても面白くないけど、小さい声で言ったら面白くなりそうな言葉を探して発表して下さい                   |
| 9月1日   | 飛び道具のオモチャに親子でハマった話 グアムで見た驚きのテレビ番組の話 大竹息子に緊急事態が発生した話                                                                      | 違う席で食事をしている後輩の会計を先輩が済ませる場合、その後に追加で頼んだお会計はどうなっているのですか？             | バイトの面接で受かるように、動物たちの履歴書を作って下さい                                                       |
| 9月8日   | ある一言で購買意欲を失った話 三村が大竹家に初めて乱入した話 | | そこそこ有名なのに食べた事のないモノありますか？                                                                 |
| 9月22日  | エレベーターで大失態をしでかした話 プールで起きた無念な話 超若手のネタ合わせを目撃した話                                                                                  | | 食べたことのないオシャレスイーツを三村さんが当てて下さい                                                         |
| 9月29日  | 運転手が二重の意味でやらかした話 三村ファミリーの一家団らんの話 ケガには用心してもし足りない話                                                                            | 仮面ライダーはバイクに乗って登場することが多いですが、あの目立つバイクは普段どこに隠しているんですか？                 | 小学３年生の三村優羽くんは、次の問題に何と答えたでしょう？                                                       |
| 10月6日  | テレビの買い替えでひと問答あった話 子供とのプレイは控えたい話 相変わらずな新米パパと赤ちゃんの話                                                                          | 猿カニ合戦では栗、牛の糞まで言葉をしゃべるのに、なぜ柿は柿のまま投げつけられるんですかね？                             | クジで出た言葉を、ギリギリ伝わる範囲で略して下さい                                                               |
| 10月13日 | 自分たちが懸け橋になった話 視力の低下が嘆かわしい話 「ざるそば」を巡る衝撃の話                                                                                            | 服屋さんで試着した後に客が写っている全身鏡に顔だけ入れてくる店員さんは何に気を遣っているんですか？                     | |
| 10月20日 | 一人で念願をかなえてみた話 | 映画に出てくる時限爆弾は何で「ちっちっちっ」と目立つ音がするんですか？                                                 | 絵描き歌に挑戦して下さい                                                                                         |
| 10月27日 | おニューのシューズを初披露してみた話 松本マネージャーのモードの話 三村パパの家での居場所の話 大竹が発見した女性シンガーソングライターの法則の話                           | | |
| 11月3日  | 駐車場でやらかしてしまった話 | 料理のコメントに出てくる「コク」を説明してみて下さい                                                                   | 安易な一発芸グッズを使って相手からツッコミを引き出して下さい                                                     |
| 11月17日 | せっかくのご飯なのに冷蔵庫の味がしちゃった話 娘の成長に衝撃を隠しきれないパパの話                                                                                         | | 三村さんの運転手、吉村くんが作った「三村さんの運転手の心得」を当てて下さい                                       |
| 11月24日 | ネットショッピングに初挑戦してみた話 衣装のかぶりが気になる話 素直になれないパパの話                                                                                      | 先輩と焼肉屋さんに行って、先輩が説教を始めてしまった場合、説教を聞きながら肉をひっくり返すのはありですか？             | 次の紙芝居から絵を抜いていって、最悪３枚でも話が通じるようにして下さい                                           |
| 12月1日  | いろいろなことを察してほしい話 | 「行けたら行く」は行くんですか？ 行かないんですか？                                                                    | 近くに無かった場合のちょうどいい値段を決めてください                                                             |
| 12月8日  | 久しぶりに違うファッションに挑戦してみた話 むしろ気を遣わないでほしい話 息子出場のサッカーを観戦してきた話 ２人が苦手な○○くんの話                                         | | 絵描き歌に挑戦して下さい                                                                                         |
| 12月15日 | 運転手を募集中の話 ありえないミスに衝撃を受けた話 | 大人になるとどうして自転車の手放し運転が恐いのですか？                                                                 | 次の効果音に意外と合うイラストを描いて下さい                                                                     |
| 12月22日 | 思わぬ人からメールが届いた話 体調不良をアピールしたかった話 体操選手の動きが気になった話                                                                                  | 飛行機でフライトギリギリに搭乗してきた人は少しぐらい申し訳なさそうな顔をするべきではないでしょうか？                   | 安易な一発芸グッズを使って、相方からツッコミを引き出して下さい                                                   |

#### 2013年
| 放送日   | 話 | トークテーマ | お題                                                                               |
| -------- | --- | --- | ---------------------------------------------------------------------------------- |
| 1月5日   | 意外とツッコめることが確認出来た話 マネージャーに色々世話になった話 マカオの驚きの電車事情の話                                                                             | | 次の鼻につく自慢を一言でバカにして下さい                                           |
| 1月12日  | 三村パパの残念な立ち位置の話 大竹家の最新赤ちゃん情報の話 | 洋式トイレのフタが閉まっていると怖く感じるのはなぜですか？                                                                       |                                                                                    |
| 1月19日  | それぞれのクリスマスの話 運転手の体調を心配した話 ドラマの世界にどっぷりハマってしまった優羽くんの話                                                                       | | 相方に上手い質問をして、箱の中身を当てて下さい                                     |
| 1月26日  | そろそろそれなりの店で飲みたい話 | 幕の内弁当に絶対入ってないとダメなおかずって何ですか？                                                                           | シチュエーションだけ伝えて、相方から言ってほしいセリフを引き出して下さい           |
| 2月2日   | 結婚式の挨拶でやらかしてしまった話 式の後もまだまだやらかしていた話 あの人気芸人と素材が一緒だった話                                                                       | | しりとりで相手に○○と言わせて下さい                                                 |
| 2月9日   | 三村家＆大竹家それぞれの家庭事情の話 三村家の子供たちの何気ない日常の話 | 「くすぐったい」という感覚は普段の生活の何に役立っているのだと思いますか？                                                       | 絵描き歌に挑戦して下さい                                                           |
| 2月16日  | 最近妙な寂しさを感じている話 車の中の過ごし方に迷っている話 新人ドライバーが早くもやらかした話 女子トイレから謎の音が聞こえる話                                            | | ＮＧ付きジェスチャークイズに挑戦して下さい                                         |
| 2月23日  | 子供が妙な部分に興味を持ち始めた話 最近の暮らしぶりを発表してみた話 コンビでストレッチを試してみた話 ストレスを背負う男たちの話 アンコールの際のアーチストにモノ申したい話 | | シチュエーションだけ伝えて相方に○○と言わせて下さい                                 |
| 3月2日   | 谷岡マネージャーの真の姿!?の話 焼肉弁当の発注について問いただしてみた話 宅配便の受け取りでひと悶着あった話                                                                 | 披露宴に出席する時、男性は財布をどこにしまっているのですか？                                                                     | 全部自慢げに返して下さい                                                           |
| 3月9日   | 大熊アナの差し入れでまたひと騒動あった話 松本マネージャーに苦言を呈したい話                                                                                                | お店で何も買わなかったのに「ありがとうございました」とお礼を言う店員さんの心理を考えて下さい                                     | 見ないで描いた相方の絵を当てて下さい                                               |
| 3月16日  | 世にも奇妙な電話加入の話 カード新規加入でまさかの辱めを受けた話 大好きなあのゲームの新作で衝撃を受けた話                                                                   | | 四字熟語を相方にジェスチャーで伝えて下さい                                         |
| 3月23日  | 家族との暮らしにはいろいろある話 大竹パパの育児監察日記の話 | | 逆再生で演じて下さい                                                               |
| 3月30日  | 焼肉弁当が出た話 大竹vsファストフード店再び…な話 大竹の意外な癖を発見した話 優羽くんが証明写真を撮った話                                                                   | 「ダブルＡ面」「トリプルＡ面」と銘打って売られているシングルＣＤはシングルと呼んでもいいのでしょうか？                           |                                                                                    |
| 4月6日   | 子供の成長に思いを馳せた話 パパの不安がますます高まっている話 トイレの位置が気になる話 いまさらながらあの大会を振り返ってみた話 ベッキーが自宅に来てくれた話               | 魔法を使えるようになったら相方には打ち明けますか？                                                                               | シチュエーションだけ伝えて相方に○○と言わせて下さい                                 |
| 4月13日  | 飛行機でまたひと騒動あった話 同じ飛行機で相方も珍事に巻き込まれていた話 | マズイ飯屋ってどうしてマズイまま続けているんですか？                                                                             | お客さん似顔絵を当てて下さい                                                       |
| 4月20日  | 新生活のシーズンだなぁと思った話 “売りではないこと”をあえて明かしてみた話 コーヒー店でまたイライラしちゃった話                                                             | 「公衆の面前でイチャつくカップルにはブサイクが多い」にはどんな法則が隠れているんだと思いますか？                                 | しばり過ぎ連想ゲーム １分間で答えて下さい                                          |
| 4月27日  | 珍しい衣装にチャレンジしてみた話 相変わらずの珍事に天を仰いだ話 番組の新作ＤＶＤが届いた話 自宅で臨死体験をしてしまった話                                                  | 女性のシャツのボタンは今でも左右逆についているんですか？ っていうか理由は何なんですか？                                          | 「質問返し」に、さらに質問で返して相手を困らせて下さい                             |
| 5月4日   | 三村家コーンポタージュアイス事件の話 何もかもが世代的にズレている話 | トイレの個室の鍵を閉めても、扉が手の届かない所にあると、どうしてあんなに不安なんですか？                                         | 次の音をぶっつけ本番で口で出して相方に伝えて下さい                                 |
| 5月11日  | ある生活用品に不満を抱いた話 備えあれば憂いなしの話 ＮＹ発オンリーワンの飲食店の話 美容室での洗髪で「これはいかがなものか」と感じた話                                      | | 相方にバレずに食べきって下さい                                                     |
| 5月18日  | 使い物にならない生活用品を実際に使ってみた話 ファッションに自信がなくなってきた話 その感覚は一緒だよ！の話 一年中食べたいアレの話 コーチングって難しいな…と感じた話        | | 箱の中身を質問だけで当てて下さい                                                   |
| 5月25日  | つぶやきをはじめてみた話 | 幽霊がもしいるとしたら、真っ先に何を聞きますか？                                                                                 | ３つの○○をカワイイ順に並べて一致させて下さい                                       |
| 6月1日   | 目薬をさすあの男に違和感を覚えた話 母の日の三村家の話 ラーメン店のシステムについて考えてみた話                                                                             | |                                                                                    |
| 6月8日   | ポンコツ三村が今度はアレを無くした話 飛行機の出発をめぐってひと悶着あった話                                                                                                | 目の前でアンパンマンが顔をちぎって渡してきたとき、何と言って断れば、アンパンマンを傷つけないで断れますか？                       |                                                                                    |
| 6月15日  | 機械オンチおじさんの恐怖の話 大竹ジュニアの成長ぶりの話 ラジオで経験した不思議な収録の話 いろいろとくみ取ってほしい話 腹鳴り問題の対処法の話                               | | どちらかが練習なしの一発勝負で成功させて下さい                                     |
| 6月22日  | 登場するなり違和感を覚えた話 運転手が駐車場でやらかした話 どうしても家に帰って試合を見たかった話                                                                           | トイレ後の手を乾かす手段のベストなものは何ですか？                                                                               | 大きい声で言っても面白くないが、小さい声で言ったら面白い言葉を探して発表して下さい |
| 7月6日   | 息子の運動会に行ってきた話 カレーの食べ方に人間性を垣間見た話 | ヘビみたいに脱皮しなくちゃいけなくなったら時期的にいつ頃がいいですか？                                                           | 相方に違和感を悟られないで下さい                                                   |
| 7月13日  | ライブの疲れで体にガタがきた話 ついにカミングアウト!? 大竹家の家庭の事情の話                                                                                               | | 相方はレゴブロックで何を作ったでしょう                                             |
| 8月10日  | お気に入りの帽子が見つかった話 ここで苦言を呈して良かった話 あの男の本性が見えた話 家族について改めて考えさせられる話                                                      | 引越しのバイトの面接に「河童」と「天狗」と「鬼」の応募がありました。１人採用しなければならない場合、どいつを選びますか？         | 見ないで描いた相方の絵を当てて下さい                                               |
| 8月17日  | 優しくしようとし過ぎて裏目になっている話 母と息子の髪を巡る攻防の話 | 高校野球を応援している女の子はなぜみんな良い子に見えるのでしょうか？                                                             | あたかも若い子が流行らせたような言葉にして下さい                                   |
| 8月24日  | 車を買い換えたときの不思議な感覚の話 大竹ジュニアの成長ぶりを聞き出してみた話                                                                                              | 実際のところ、ケンタウルスにはどんな困難が待ち受けていますか？                                                                   |                                                                                    |
| 8月31日  | ハワイで相方の家族を観察してみた話 海には危険がいっぱいな話 帰りの飛行機でナイスキャラに遭遇した話                                                                         | | 絵描き歌で相方に伝えて下さい                                                       |
| 9月7日   | 出入国にはいろいろある話 気づける男・大竹の話 | 今は「ゆるキャラ」なんて言って市民権を得ていますが、最初にそういうキャラクターを採用した人は、どういう精神状態だったんですか？   | 童謡の歌詞を穴埋めして下さい                                                       |
| 9月14日  | 年齢と共に月日の経つのが…な話 飛行機の遅延にイラっときた話 機長からの突然のお知らせにビクっとした話                                                                        | | 次々と生まれる若者言葉を例文から推理して下さい                                     |
| 9月21日  | 蚊が大嫌いな三村パパが庭の草刈に駆り出された話 松本マネをいじってみた話 | 「寝起きだから機嫌が悪い」って何ですか？                                                                                         | 逆回転で演じて下さい                                                               |
| 9月28日  | 「おもてなし」について思うことの話 過渡期の年齢にさしかかった話 食材の旬について考えさせられた話 優羽くんが早くもお笑いの才能を発揮し始めた話                              | 冷やし中華って始める時はあんな大々的に発表するのに、やめる時はなぜ何も言わないんですか？                                         | 略語の正式な名前をすぐ言って下さい                                                 |
| 10月5日  | 共同生活っていろいろ大変だな…の話 | 「彼氏いる？」って聞かれて、いない人は何でみんな「今はいない」って今を付けるんですか？                                           | 安易なボケグッズを使って相方からツッコミを引き出して下さい                         |
| 10月12日 | 大竹全快スペシャル！入院手術の一部始終の話 | |                                                                                    |
| 10月19日 | 三村家の団らんの話 | | バイトの面接で受かるような動物たちの履歴書を作って下さい                           |
| 10月26日 | なぜ大竹の点滴だけ失敗するのか？な話 ジェネレーションギャップには注意したい話 偶然ハリウッドスターに遭遇した話                                                             | | 写真でカルタを完成させて下さい                                                     |
| 11月9日  | 息子の運動会でいろいろなことに気づいてしまった話 | バンドのボーカルが客にダイブするとき、ダイブする側とされる側、お互いどんな覚悟が必要ですか？                                     | 相方が描いたお客さん似顔絵を当てて下さい                                           |
| 11月16日 | ツイッターのプロフィール写真を変えてみた話 香港の空港にちょっと言いたいことがある話 トイレにまつわるアレコレの話 ママの注意に肩身が狭い話                                  | 自分もうんこをしているのに、トイレで隣の個室に入られると嫌なのは何なんですか？                                                   | 口に出さずに、ジェスチャーしりとりをして下さい                                     |
| 11月30日 | 優羽くんに思わずツッコんだ話 あらゆる乗り物が恐くなってしまった話 食品の表示に疑問を抱いた話                                                                               | エレベーターのボタン押し係になった時に、ドア越しの挨拶の応酬に遭遇してしまった場合、どのタイミングでドアを閉めればいいんですか？ | シチュエーションだけ伝えて相方からセリフを引き出して下さい                         |
| 12月7日  | またしても違和感を覚えた話 昔からそういうところがあった話 ご機嫌パパの迷惑行動の話                                                                                         | 良かれと思って自分が注文した料理が余ってしまいました。どうやって精神的に解決しますか？                                           | おじさん度チェックで、おじさんじゃない結果を出してください                         |
| 12月14日 | 世の中のいろいろなモノの存在意義を考えてみた話 甘い誘いにご用心な話 | 電話の音声案内はどれくらいの人が最後までたどり着けているんですか？                                                               | 相方はレゴブロックで何を作ったでしょう？                                           |
| 12月21日 | 最近街でよく見かけるアイツの話 ここ最近の三村家の子供たちの話 あのイベントに行ってきた話                                                                                   | 頭に同じ曲がグルグルかかる時がありますが、どうやって振り払いますか？                                                             | 適当な文字を使ってテーマに沿った文章を作って下さい                                 |

#### 2014年
| 放送日   | 話 | トークテーマ | お題                                                                       |
| -------- | --- | --- | -------------------------------------------------------------------------- |
| 1月4日   | 息子の成長と親の義務の話 | 風呂って、入った後は「面倒くさかった」って思わないのに、入る前は何であんなに面倒くさいんですか？                                                     | エロく聞こえるけどエロくない言葉を、もう１段階エロくして下さい             |
| 1月11日  | 誤解を招く言動には注意したい話 病院でハプニングに遭遇した話 | 牛乳パックの開け方って、もうあれ以上、進化しないんですか？                                                                                           | 振り向きざま○○に成功して下さい                                             |
| 1月18日  | 舞台の入り際にバタついた話 三村家の家族団らんのひと時の話 大竹ジュニアがすくすく成長している話 就寝中の危機にはご用心…な話                                                                                        | 公園のトイレには何個くらいの緊張感が潜んでいますか？                                                                                                 | 安易なボケグッズを使って、相方からツッコミを引き出して下さい               |
| 1月25日  | バカンスで家族ぐるみの交流があった話 あの事件の舞台裏の話 | | すれ違う瞬間の「動き」や「ひと言」で相手に「○○」と言わせてください         |
| 2月1日   | 運転手のことをもっと気遣ってほしい話 あの通りの名前がいつの間にか変わっていた話 | もし鳥になってしまったら、最初の羽ばたきで何に注意すべきですか？                                                                                     | なんとかして相手と同じ動きをしてください                                   |
| 2月15日  | 飲み会続きでお疲れモードな話 起床時間にそれぞれの事情がある話 お騒がせツイッターの話 過酷なロケで体調に異変が生じた話                                                                                             | 「ゆびきりげんまん」のウソをついた時の罰はもうちょっと優しくならないですか？                                                                         | 都道府県の形を使って動物を描いて下さい                                     |
| 2月22日  | インフルエンザで騒動を巻き起こしてしまった話 同じマスクでもいろいろあることを知った話 | トイレの個室の中にいるのに、自動的に電気が消灯するシステムが働いた時の虚しさはどう解決するのがいいんでしょう                                         | 手の甲で触って、完璧にモノを当てて下さい                                   |
| 3月1日   | 雪の日の三村家の話 20年ぶりの重病(!?)から復活した話 | | 面接で受かるように妖怪たちの履歴書を作って下さい                           |
| 3月8日   | 裏方さんに気になるキャラがいた話 コーヒーショップでのバトル再び…な話 めしの買い出しで衝撃的な一幕があった話 エレベーターの「閉」ボタンをいつ押せばいいのか悩んでいる話 飲み会に行くとついダメな一面が出てしまう話 | | 綿密な打ち合わせをして、アイマスクをした状態で必ず成功させて下さい         |
| 3月15日  | スポーツ中継に要望を申し述べたい話 小粋なアイツのガッカリな姿の話 父親としての男らしさはいつまでも持っていたい話 家庭の事情を聞き出してみた話                                                                     | | ハンデを克服して相方に勝って下さい                                         |
| 3月22日  | 年齢が気になるお年頃の話 “出来ます感”を無駄に出さないでいただきたい話 身内をめぐるちょっとしたお話 | 宅配便はどうして人が出にくい時に限ってやって来るんですか？                                                                                           | どちらかが練習なしの一発勝負で成功させて下さい                             |
| 3月29日  | かたくなにあの症状を否定する男の話 大人になったら大丈夫！な話 長時間のフライトにはいろいろな人が登場する話 | | 相方を操って下さい                                                         |
| 4月3日   | 意外とナイーブなところがあるオジサンの話 意外な人たちがいつの間にか集合していた話 マニュアル対応には辟易としてしまう話                                                                                            | そんなに人気のないラーメン屋さんは美味しくしようとする気がないんですか？                                                                             | 連想ゲームの出題者になって、指定された数のヒントで相手に伝えて下さい       |
| 4月10日  | 出演前の攻防の話 感覚のすり合わせをしてみた話 高校野球のオキテの話 この親にしてこの子ありな話 芸能界デビューあるあるの話                                                                                          | | バルーンアートで伝えて下さい                                               |
| 4月17日  | イントネーションが気になる話 詰め寄ったら逆効果な話 アトラクションは危険がいっぱいな話 驚くべき偶然に遭遇した話 大竹ジュニアのすくすくぶりの話                                                                    | トイレでおしりを洗浄しながら用を足す人がいますが、ノズルの立場ならどんな危険が降りかかりそうですか？                                                 | どんな状況での一言かを伝えて下さい                                         |
| 4月24日  | 久しぶりのドライブは衝撃の連続だった話 なぜオレだけ…な話 ディレクターの言動にイラっときた話 | | ことわざや慣用句をなんとか成立させて下さい                                 |
| 5月1日   | マー君の活躍の舞台裏を目撃した話 番組への思いを語ってみた話 歴史の勉強をゲームでやっている話 実はコンビニ店員教育番組だった？話                                                                                   | | コンビならではの名勝負を演じて下さい                                       |
| 5月8日   | ポストイットを自動的に変えられた話 またもや高熱を出してしまった話 子供のわがままを聞いてあげた結果の話 龍臣くんにまつわるエピソードがまだまだあった話 大人の衛生観念の話                                          | | 逆回転で演じて下さい                                                       |
| 5月15日  | 自分が嫌いだったアレを思い出した話 気を使わないヤツが多過ぎる話 自動巻きの時計の巻き具合が気になっちゃう話 床屋嫌いの息子が髪を切ってきた話                                                                       | | コンビらしく相方の心を読んで下さい                                         |
| 5月22日  | オープニングにいまさらながらモノ申したい話 睡眠中にヒジを負傷しちゃった話 つい気を使い過ぎてしまう話 癒されたいオジサンたちの話 「ごちそうさま」のやり取りを改めて考えてみた話                                    | | 巨大なモノジェスチャーに挑戦して下さい                                     |
| 5月29日  | 打ち上げ会場に出現した“ヘンなおじさん”の話 家に最新式のミキサーが届いた話 最近の大竹家の話 ザキヤマと食事会に行った話                                                                                             | | シチュエーションだけ伝えて相方からセリフを引き出して下さい                 |
| 6月5日   | 息子の運動会に行ってきた話 息子がお笑いの才能に目覚め始めた話 あの人のモノマネを習得した話 | 電話で相手が出たと思ってしゃべり始めたら、その人が自分で入れた留守電メッセージだった時の虚しさを考えると、どんな留守電メッセージにしてほしいですか？ | 次の職業を１ポーズだけで伝えて下さい                                       |
| 6月19日  | コンビニで不思議なオジサンに出くわした話 運動会での一件が心残りだった話 | 「スパゲティパン」を最近見かけませんが、ずっとある「焼きそばパン」より劣っている部分があるからですか？                                               | クジで出たワードを使って、答えが半分になる質問をして下さい                 |
| 6月26日  | ワールドカップのことがちょっと気になった話 酔っ払いオジサンは手に負えない話 息子との暮らしのひとこまの話 テレビ局に現れるマジメ警備員さんの話                                                                     | | 絵描き歌に挑戦して下さい                                                   |
| 7月3日   | ポイントカードに不満がある話 例によって小説にハマっている話 | | 箱の中身を質問だけで当てて下さい                                           |
| 7月24日  | マネージャーの行動に驚きを隠せなかった話 マネージャーをめぐる攻防の話 | | モノマネで相方に伝えて下さい                                               |
| 7月31日  | まさかの出会いがあった話 息子の教育に奮闘中の話 知らない人に写真を撮ってもらうときの作法の話 内村さんに関するちょっとした話                                                                                       | | 絵描き歌で相方に伝えて下さい                                               |
| 8月7日   | ワールドカップにまつわるちょっとした話 神社の式典でパニクった話 息子のお留守番でひと騒動の話 「新しい特技ができた」と言い張ってみた話                                                                             | ふとんをめくって起こされると、何であんな嫌な気分になるのですか？                                                                                     |                                                                            |
| 8月14日  | 出国審査での仁義なき攻防の話 ハワイのビーチで目のやり場に困った話 | | オリジナル絵描き歌で相方に伝えて下さいお題さまぁ～ず式英会話を作って下さい |
| 8月21日  | マッサージを受けるときについ気を使い過ぎてしまう話 “息子たちの今”の話 | | どんな状況での「一言」かを伝えてください                                   |
| 8月28日  | 長マネージャーのリアクションに驚いた話 思わぬ物が子供の教育に役立った話 | もしも自分がふなっしーの中の人だったら、周りに何となく気付いてほしい時、どんなことをしちゃいそうですか？                                             | 昭和生まれの些細なバランス大会で対決して下さい                             |
| 9月4日   | 「ヘルシーって何？」という疑問にぶちあたった話 Ｔシャツにもランクがある話 あのコンビニ店員さんの意外な一面を垣間見た話 メイクさんに真相を確かめたい話                                                             | 本物のウルトラセブンのウルトラアイが手に入りました。どうしますか？                                                                                   | どっちが優秀なチームを作れますか？                                         |
| 9月11日  | 衣装にビックリな物が混入していた話 テレビの面白い企画を思いついた話 奇妙な行動の一部始終を目撃されてしまった話 | テレビのリモコンはあんなに反応がいいのに、なぜエアコンのリモコンはいつまでも感度が悪いんでしょうか？                                                 | リモコンカーチキンレースに勝って下さい                                     |
| 9月18日  | 三村家だんらんのひとこまの話 龍臣くんが何かに目覚めつつある話 | | １枚だけ違う紙芝居を使って、物語を完成させて下さい                         |
| 9月25日  | あの男が楽屋にやってきた話 若手マネージャーに意図が伝わらない話 ヨーロッパに初めて上陸した話 飛行機について最近気付いたことの話                                                                                   | やる気があって仕事が出来ないヤツと、やる気は無いが仕事が出来るヤツ。自分の身の回りに置いておくならどっちが許せますか？                               | 審判のファールの意味を教えて下さい                                         |
| 10月2日  | 愛息子がすくすく成長期な話 | 今から５分間、一般家庭のリビングのど真ん中でゴキブリになります。どうやって生き延びて、５分後、どこにいるのが理想ですか？                             | 大竹さんの運転手になるための条件を教えて下さい                             |
| 10月9日  | 夜中についやってしまうことの話 るんなら本気でかかってきてほしい話 人がいる部屋で大をするときの注意点の話 | | 川柳を詠んで相方に○○と言わせて下さい                                       |
| 10月16日 | キューの出し方をちゃんとしてほしい話 龍臣くんの初めてのわがままの話 | 実際に、助けた亀に「竜宮城へ行きましょう！」と誘われたら、どこまでなら付き合いますか？                                                               | １枚だけ違う紙芝居を使って、物語を完成させて下さい                         |
| 10月23日 | 恒例の健康診断で思わぬ出来事が巻き起こった話 マスク美女にはご用心な話 若手マネージャーにはまだまだ教育が必要な話                                                                                                  | | 小学校の算数の無機質な文章問題に一文を加えて、興味を持たせて下さい         |
| 10月30日 | 海外で思い切ったことをしてみた話 大竹パパが初めて運動会に参加した話 | | どっちが優秀なチームを作れますか？                                         |
| 11月6日  | 実はあの賞を受賞していた話 家庭のちょっとしたひとコマの話 | 結果、バイキングですか？ ビュッフェですか？ ブッフェですか？                                                                                         | マスクをかぶった相方は何と言っていますか？                                 |
| 11月13日 | 人間ドックで意外な事実が判明した話 自宅での有酸素運動にハマっている話 | 夢でおしっこをしていると現実世界ではオネショをしている事が多いですが、あれはいつからリンクしないようになるんですか？                                 | 小学校の算数の無機質な文章問題に、一文加えて興味を持たせて下さい           |
| 11月20日 | 父親から衝撃の一言を投げ掛けられた話 男が知らない美容院の謎の料金の話 | | フランスに行きたいので、さまぁ～ず式フランス語会話を開拓して下さい         |
| 11月27日 | ちょっとした実験をしてみた話 野球ゲームに緊張感を持たせてみた話 息子の成長にパパもタジタジな話 | 「実録！桃太郎」様々な難題をどう説明しますか？ | クジで作った新しい妖怪の特徴を考えなさい                                   |
| 12月4日  | 横浜の人気スポットについてひと騒動あった話 ディレクターからまさかの発言があった話 | ３ｍ以内なら瞬間移動できるようになり、プロバスケット選手になりました。どんな心配がありますか？                                                       | 「ココがぴったり30秒！」にチャレンジして下さい                             |
| 12月11日 | 思い切って受け取ってみた話 子供を放っておくと大変なことなる話 | 何で三村さんは「自撮り」に抵抗がないんですか？ | スポーツの意外なルールを穴埋めして下さい                                   |
| 12月18日 | 裏切り行為が許せない話 供に関するちょっとしたご報告の話 | | ネットで使われている言葉の意味をさまぁ～ず流に解釈をしなさい               |

#### 2015年
| 放送日   | 話 | トークテーマ | お題 |
| -------- | --- | --- | --- |
| 1月8日   | 子供たちの不思議な行動を報告してみた話                                                                                               | 道を歩いていたら、「これからは私の代わりにキミが地球を守るのだ！頼んだぞ」と見ず知らずの人が言い残して燃えてしまいました。どうしますか？                     | 相方の好みを10個連続で当てて下さい |
| 1月15日  | タクシーvsさまぁ～ずの話 出先で傘を傘立てに置くか置かないか問題の話                                                                  | | 意外な人が答えた「さまぁ～ずクイズ」で、一喜一憂して下さい |
| 1月22日  | 車でとんでもないことをやらかしてしまった話 運転手から突然の告白があった話 人生初のアレをやってみた話                                 | | クジで作った新しい妖怪の特徴を考えなさい |
| 1月29日  | 本末転倒な話 差し入れのお礼は慎重にしたい話 高校時代の同窓会で不思議な体験をした話 愛息子がすくすく成長している話                    | | シャッフルされたいろはかるたを成立させて下さい |
| 2月5日   | 正月休みの様子をお伝えする話 | 大竹さんは大便をする時にズボンを全部脱いでからすると聞いたことがありますが、龍臣君にトイレを教える時は、やはりズボンを全部脱ぐように教えているのでしょうか？ | 相方の証言だけで似顔絵を描いて下さい |
| 2月12日  | 廊下ですれ違ったあの人を思わずチェックしちゃった話 久しぶりに家電を買い替えた話 シリーズものの映画について言いたいことがある話       | | ネットで使われている言葉の意味を、さまぁ～ず流に解釈しなさい |
| 2月19日  | 臭いトラブルにはご用心の話 子供の突然の行動は油断ならない話 男のちょっとしたこだわりの話                                             | 「のび太」の両親が「ドラえもん」の道具に頼らないのは、よっぽど人間が出来ているからなのでしょうか？                                                           | はじめての楽器を正しく演奏して下さい |
| 2月26日  | 台湾のマッサージが最高だった話 息子とセンター街に潜入してきた話                                                                      | 家に出たゴキブリを外に追い出したら何を勘違いしたのか恩返しに来ました。ゴキブリの優しい心を傷つけないように、ここからの流れを考えて下さい                     | 小学校の国語の文章問題を、ゆがんだ大人の解釈で答えなさい |
| 3月5日   | 芸能人なのに芸能人に動揺してしまった話 察しない後輩芸人の話                                                                          | チョコ一枚しか持たず雪山で遭難してしまったところに、知らないおじさんも遭難して同じ場所に逃げ込んで来ました。どうやってチョコを食べますか？                   | ２倍速になった時に白熱した戦いに見えるように演じて下さい |
| 3月12日  | 移動中あのイケメン俳優と遭遇した話 日焼けに対して好対照な２人の話 愛息子の期待に全力で応えるパパの話                                 | 大人の骨折って何でちょっとバカみたいに見えちゃうんでしょう？                                                                                                 | 相方が演奏した曲名を当てて下さい |
| 3月19日  | 服の店の店員さんの発音が気になる話 マッサージ店で後悔した話 お医者さんに何でも聞いちゃう男の話                                       | 天狗の嫁と河童の嫁、一緒に暮らすとどっちがイライラが増えそうですか？                                                                                         | ３種類の効果音に合わせて即興芝居を展開させて下さい |
| 3月26日  | 非常事態に見舞われた話 外国の文化を垣間見た話                                                                                        | 死神が迎えに来て「12時間後に死ぬよ」と言われたら、どんな準備をしますか？                                                                                     | どっちが名監督ですか？ 対決して下さい |
| 4月2日   | 余裕をかまし過ぎの相方に怒り心頭な話 プレッシャースタディを家で実践している話                                                        | 謎の宇宙人がやってきて「地球に住まわせてもらえませんか？」と頼まれました。条件付きで受け入れるとしたら、どんな条件が必要ですか？                             | DVD＆ブルーレイの巻数イラストをダジャレで考えて下さい |
| 4月9日   | 娘の成長に一役買ったパパの話 同じパパでも性格によって行動が全く違う話 大竹家からおめでたい報告があった話                             | | 小学校の算数の無機質な文章問題に一文加えて興味を持たせて下さい |
| 4月16日  | 海外のホテルで騒動に見舞われた話 飛行機内の過ごし方の話 三村がハマった謎のゲームの話                                                 | | ネット情報による自分クイズにチャレンジして下さい |
| 4月23日  | 息子の成長を感じるパパたちの話 相方の家庭の様子が気になる話                                                                          | 「うさぎとかめ」うさぎが圧倒的な差で亀に勝った場合、どんな教訓が生まれると思いますか？                                                                       | ３種類の効果音に合わせて即興芝居を展開させて下さい |
| 4月30日  | 後輩の新たな門出に華を添えてあげた話                                                                                                 | 中身はそのままで見た目が豚、見た目はそのままで中身が豚、豚の呪いで相方が変身してしまうなら、どっちがコンビとしてやっていけそうですか？                       | テーマに沿って相方と同じ川柳を作りなさい |
| 5月7日   | ちょっとしたことを報告したくなった話 カラーのチョイスに疑問を感じた話 身近な人々の言動に違和感を覚えた話                             | ショッカーがいなくなった背景には何がありそうですか？ | バラバラにされたことわざの意味を無理矢理こじつけて下さい |
| 5月14日  | 大人になってからの怪我は異常に怖い話 愛息子が笑いのセンスに目覚めつつある話 飲み会での刺身余り問題の話                               | | 頭文字のないいろはかるたを成立させて下さい |
| 5月21日  | 渋谷での買い物でサプライズが巻き起こった話 三村さんの“あの音”をついに一般公開した話                                                  | 満員電車や公共の場で、赤ちゃんや子どもに見つめられた時、おじさんはどんな顔をするのが正解なんでしょうか？                                                     | 分かり易い間柄の設定で相方からセリフを引き出して下さい |
| 5月28日  | 子供の成長を感じるパパたちの話 | 桃太郎が今回の鬼は強いと聞いて、お供を３匹から５匹にするとしたら、先輩の犬、猿、キジの立場も考えて、あと２種は何にしますか？                                 | 相方が演じる性格を当てて下さい |
| 6月4日   | 納得がいかない身近なことの話 始球式でいろいろやらかしてきた話                                                                        | 男子がカシスオレンジみたいな甘いお酒を飲みたい時、「女子かよ」って思われずにオーダーするにはどうすればいいですか？                                           | 次の状況でバレずにおならをして下さい |
| 6月11日  | 子供たちの成長に一喜一憂しているパパたちの話                                                                                         | いちいちボケてくる人といちいちツッコンでくる人。２泊３日の旅行はどっちが耐えられますか？                                                                     | 英語の問題集の最後の一文を穴埋めして下さい |
| 6月25日  | 音声さんとの攻防の話 父親としてどうかと思う話                                                                                        | 雑だけど作業の早い人と丁寧だけどノロマな人。近所のコンビニで働いていて欲しいのはどちらですか？                                                               | 「ライダー○○」っぽい変身ポーズを考えて下さい |
| 7月2日   | 歳を取ったなと感じる瞬間の話 妻の存在は偉大だと思った話 子供には子供のルールがある話                                                 | | ギャル語の会話を訳してください |
| 7月9日   | 匂いに敏感な男の話 ドライバーの怪我が様々な波紋を呼んでいる話                                                                        | なんで男子は、親といる時は別キャラになってしまうのでしょうか？                                                                                               | クジで出たキーワードを使っておつまみメニューを考案して下さい |
| 8月6日   | 言葉に敏感なオジサンたちの話 解決法がどうしても見つからなかった話 腰に異変が起きてしまった話                                         | 次の戦隊ものが「あったか戦隊おでんジャー」になるとしたら、５人のメンバーの具は何になりますか？ ちなみに１人は女性です                                        | しりとりをしながら次のシチュエーションで決められたオチに辿り着いて下さい |
| 8月13日  | 子供の近況と家族の日常の話 | | ３種類の音に対応しながら即興コントを演じてくださいお題次の国の言葉をさまぁ～ず式の会話にしてくださいお題ギャル語を解読してください！お題客席に芸能人が紛れています。見つけてください！お題２人が考案したおつまみメニューを試食してください！お題チンゲンサイゲームで遊んでください |
| 8月20日  | さまぁ～ずライブの舞台裏の話 大竹パパの家庭での様子が垣間見えた話                                                                    | リアクションがいちいちデカ過ぎる人と、いちいちそこじゃないリアクションをする人、１泊２日の旅行をするならどっちがいいですか？                                 | バラバラの“ことわざ”を組み合わせて、意味をこじつけて下さい |
| 8月27日  | スマホの買い替えを決意した話 三村一家のコミュニケーションの話 「履く、履かない」の仁義なき攻防の話                                   | | 夏休みの自由研究に、クジで出た言葉を使ったドラマチックな展開をむりやり加えて下さい |
| 9月3日   | 深夜に黒いアイツと格闘した話 記念撮影に思うところがある話                                                                            | 同じ種類のシャンプーとリンスは、あそこまで似た容器じゃなくても良くないですか？                                                                               | ビジネス用語をあたかも知っているつもりで演じて下さい |
| 9月10日  | 特別緊急ＳＰ！大竹家に第２子が誕生した話                                                                                             | | |
| 9月17日  | 体の不調に意外な原因があるかもしれない話 愛息子がハマるオリジナルダンスの話                                                          | 自然に電気が消えるトイレ。消えるの早くないですか？ | イヤホン振付に挑戦して下さい |
| 9月24日  | 病院に行くべきか否か話し合ってみた話 北海道の人の服装に偏った先入観を持っている話 女性と男性の特性をあの動物で表現してみようとした話 | 仕事での知り合いとプライベートな時間に会うと、何か気恥ずかしいのは気のせいですか？                                                                           | 相方が演じる店主の性格を当てて下さい |
| 10月1日  | 前説トークに気になる点があった話 陸上のリレー競技で気になる点があった話 電話で文字列を伝えることの難しさを感じた話                   | | ミックス紙芝居に挑戦してください |
| 10月8日  | アッコさんの意外な一面を目撃した話                                                                                                   | グルメ番組で食べる前の「これ絶対ウマいよ」っていりますか？                                                                                                   | 「○○な先生」を演じて相方に伝えて下さい |
| 10月15日 | 大竹家の子供たちの愉快な日常の話 | テレビの音量の設定ってメーカーが違っても20とか30は同じなのでしょうか？                                                                                       | ＤＶＤ＆ブルーレイの巻数イラストを考えて下さい |
| 10月22日 | 久々に“あの男”が挨拶にやって来た話 この番組の意義をはき違えている女子マネの話 大竹パパin幼稚園運動会の話                             | | 店員さんから言葉を引き出して下さい |
| 10月29日 | 三村パパと携帯ショップ店員さんの不思議な攻防の話 パパより息子たちの方が一枚上手な話                                                  | 試着室に入った後の、店員さんの「いかがですか？」って気持ち早くないですか？                                                                                   | お客さん似顔絵を当てて下さい |
| 11月5日  | 突然の高熱でてんやわんやした話 出来てる風の出来てない店員に遭遇した話                                                                | | 何の呪文をかけられた店員か当ててください |
| 11月12日 | 大竹パパが子育てに奮闘している話 妻の対応にちょっと思うところがある話 タバコの時間は何もしていない時間にあらずの話                   | ライブで歌を聴きに来たのに、お客さんに歌わせるアーチストさんは、良かれと思ってやっているのでしょうか？                                                       | 何とか相手と同じ動きをしてください |
| 11月19日 | トイレでちょっとした騒動があった話 ドッキリには細心の注意を払ってほしい話                                                            | いつもメガネかけている人が大浴場とかプールでメガネを外していると、なんか見ちゃいけないモノを見てしまった気になるのは思い過ごしですか？                       | 落し物をＧＥＴしてください |
| 11月26日 | オムツの意味を履き違えている息子の話 オシッコにまつわる衝撃の光景を目の当たりにした話 胴上げについて前々から言いたいことがあった話   | 一生に一度だけ瞬間移動できる能力を持ちました。いつ使いますか？                                                                                               | 何の面接を受けているか当ててください |
| 12月3日  | 免許の更新に行ってきた話 | 路駐は絶対にだめですが、毎回バイクで登場する仮面ライダーは、一体どこにバイクを停めているのですか？                                                           | 一筆だけを頼りに相方の絵を完成させて下さい |
| 12月10日 | 正月休みの計画を立て始めた話 | 温泉宿、ひとつ妥協しなければいけないとしたら「温泉」「食事」「部屋」どれですか？                                                                             | 絶体絶命のシチュエーションを宝箱の中身を使って乗り切って下さい |
| 12月17日 | 台湾でやらかしてしまった話 息子とのスキンシップが一筋縄ではいかない話 ちょっとしたトークで繋いでみた話                               | | 「主人公がもし○○だったら」紙芝居にチャレンジして下さい！ |
| 12月24日 | 仕事以外では出不精なオジサンの話 テレビを見るのも一苦労な話                                                                          | 飛行機に乗っていたら「お客様の中にお笑い芸人の方はいらっしゃいますか？」というアナウンスが流れました。どんな心の準備をして立ち上がりますか？                 | 相方の心の声を読み取って下さい |

#### 2016年
| 放送日   | 話 | トークテーマ | お題 |
| -------- | --- | --- | --- |
| 1月7日   | 子供とのお出掛けでピンチに陥った話 真夜中の訪問者に恐怖を覚えた話 子供の成長を目の当たりにした話                                   | | 相方が作った星座が何座かを当てて下さい |
| 1月14日  | いきなりアレが出ていて驚いた話 | 一生に一回だけ使える透視できる眼鏡をもらいました。いつ使いますか？ | ３種類の効果音に合わせて即興芝居を展開させて下さい |
| 1月21日  | 三村一家のフィリピン珍道中の話 海外でも例の場所へ行くことになってしまった話 イタズラ大好き龍臣くんの話                             | | 島田秀平が占った2016年の運勢を当ててください |
| 1月28日  | 大竹ピンチ!? やっぱり切らない美容師の近藤さんの話 “余白”を作らない男の話 父親としてまだまだ息子には負けられない話                  | 大竹さんプロデュースの「のりパン」を用意してみました | 痛くないとわかっている攻撃を余裕でかわしてください |
| 2月4日   | 家で妻の逆鱗に触れそうになった話 視力の悪さがあだになった話                                                                        | 「飲み屋で隣にいる人がスッピンのデーモン閣下だと気付いたら周りには気付かれないようにどんな挨拶をしますか？」                                                                 | 「内容を知らない記者会見を上手く乗り切ってください」 |
| 2月11日  | グアム旅行のみやげ話がまだあった話                                                                                                 | 「神様に池の鯉にされてしまい、人の為に良い事をしたら人間に戻してくれるといいます。その体で、どんな事をしますか？」                                                           | 「クイズ！３歳の大竹龍臣くんは何と答えたでしょう？」 |
| 2月18日  | 三村ツイッターがいろいろなことを巻き起こしている話 大人になりきれないオジサンの話 子供の儀式について意見が食い違った話             | | さま×さまの新年会で大竹さんが「俺はウールがどんだけ入ってるかいくらでも当てられる！」と豪語していたので、スタジオでその能力を見せて下さいお題つぶやきシローの「３日めくりカレンダー」のつぶやきに一言足して○○な内容にして下さい |
| 2月25日  | 自分の衰えに自分自身がビックリした話 息子の成長に思わず頬が緩んでしまった話 風呂をめぐる攻防が日々展開されている話                 | 病院内では大きな声でフルネームを呼びますが、あまり目立ちたくないけど、芸名を持っていない芸能人の方は、呼ばれた瞬間の注目をどうやって回避しているのでしょうか？               | イヤホン振付に挑戦して下さい |
| 3月3日   | 最新メディアを試してみた話 思わずやっちゃうあの動作の話                                                                            | 大竹さんが食事中に水を飲んでいるところを見たことがないのですが、どんな食事だったら水を飲むのですか？                                                                         | 逆再生ソングで伝えてください |
| 3月10日  | 親しき仲にも礼儀ありの話 マッサージ店でやってしまった大そそうの話                                                                  | タレがついているのでそのまま食べてくださいとか、これ塩でどうぞという店で、店主の機嫌を損ねないようにしょうゆをつけるのはどうしたらいいですか？                               | ○○な先生を演じて相方に伝えてください |
| 3月17日  | デキる男とデキナイ男の話 セレブなシステムに戸惑いを隠せない話                                                                      | | ネットの言葉をあたかも知っているつもりで演じて下さい |
| 3月24日  | 不意に見せられる子供の成長に弱いパパの話 息子のオモチャを手作りしている満点パパの話                                                | | 主人公が「もし○○だったら」紙芝居にチャレンジして下さい |
| 3月31日  | “好みじゃないオジサン”と急接近した話 気まずい飲み会に参加してきた話                                                                | | 逆再生ソングで伝えてください |
| 4月7日   | 体にいろいろ不安があるオジサンの話 子供たちの成長に思わず頬が緩んじゃう話                                                          | 向こうから近づいて来る人が知り合いかと思って頭を下げて挨拶したら、近づくにつれて全く知らない人だとわかりました。どうしますか？                                               | さま×さまDVD＆Blu-rayの巻数イラストを考えてください |
| 4月21日  | 道で“あの男”を目撃した話 珍しくスーツで出掛ける機会があった話                                                                      | 大竹さんが自らクオリティーが高いと豪語した手作りの武器を公開してください | |
| 4月28日  | 酔っ払いオジサンがまたやらかした話                                                                                                 | 神様に時速165キロの速球を１年間だけ500球投げられる体にしてもらいました。どんな活躍の仕方がありそうですか？                                                                   | 一筆だけを頼りに相方の絵を完成させて下さい |
| 5月5日   | お酒の席でちょっとしたことに気付いた話 愛息の“目覚め”が加速し始めている話 人知れず子供の成長に涙した話                             | かわいい着ぐるみを着た男性が女性に抱きつかれる時って、絶対に平常心だと言い切れますか？                                                                                       | 犬の気持ちになって、次の感情をワンワンだけで伝えてください |
| 5月12日  | トイレにまつわるアレコレの話 | 泥酔して午前４時、気が付くと港区の路地で全裸で寝ていました。家まで無事に帰る方法を模索してください                                                                           | スタートとゴールのポーズが決められたストーリーを自然な流れで演じてください |
| 5月19日  | 放送が家庭に思わぬ波紋をもたらした話 自身のビジュアル的変化に衝撃を受けた話 恐怖の？爆睡オジサンの話                               | 先輩の家での誕生日パーティーで、シャンパンの栓が飛んで天井の照明を割ってしまい、その下の料理もダメにしてしまいました。一刻も早く盛り上げ直すためには、どうすれば良いですか？ | 出来るだけ短いやりとりで成立させて下さい |
| 5月26日  | お店への不満がいろいろある話 | | “もしもアンケート”でどちらの票が多かったか当てて下さい |
| 6月2日   | オススメ漫画にドハマりした話 | 友達の彼氏に対して「いい人そうじゃん！」以外で、乗り切る方法を教えてください                                                                                                 | 楽譜を見て何の楽曲か当ててください |
| 6月9日   | スクスク育っている息子たちの話 | 高速道路を走っている車の中で尿意の限界がきてしまいました。どうやって乗り切りますか？                                                                                         | イヤホン振付に挑戦してください |
| 6月23日  | 突然の体調不良に見舞われた話 | | |
| 6月30日  | 家族で番組DVDを鑑賞した話 息子の成長に日々一喜一憂している話                                                                       | 女性が自らの下着の事を「パンティー」と言っているのを聞いた事がありませんが、もしかしたら「パンティー」って男性しか言わないのでしょうか？                                     | 安易なボケグッズで相方のツッコミを引き出して下さい |
| 7月7日   | 緊急入院のニュースが今になって報じられている話 海外ロケでまたひと騒動あった話 衝撃の画像を公開しちゃう話                           | お店の冷房に対して「寒い」と思っている人が多いと思うのですが、なぜ調整してくれないのでしょうか？                                                                             | “テレ朝夏祭り・バラエティ食堂”に出品する、さま×さまオリジナルラーメンを考えてください |
| 7月21日  | 語らないパパと語り過ぎな息子の話 トイレのシステムに改善を要求したい話                                                              | メニューの到着が遅い時、店員さんになぜ遅いのか色々質問をする人がいますが、それが判明したところで、メニューは早く来ません。それでもスッキリするのでしょうか？                 | 頻発するＳＥをこなしながら、即興芝居を展開してください |
| 7月28日  | 実はアバラにヒビが入っちゃってるんじゃないかという話 息子たちの成長に心境は複雑な話                                                | | 無表情でやりきって下さい |
| 8月4日   | 初めて近視用のメガネを買ってみた話 息子のイタズラに手を焼いている話                                                                | | 逆再生ソングで伝えて下さい |
| 8月18日  | | | イヤホン振り付けで伝えてくださいお題逆再生ソングで伝えてくださいお題さま×さま考案ラーメンを、どんな縛りでリポートしているか当ててください                                                                                       |
| 8月25日  | 出不精お父さんの休日の話 恐るべし大竹Jr.たちの話                                                                                   | 新しく買った服を初めて着た日に「それ最近買ったの？」と言われると、「前から持ってるけど着てなかっただけ」と言ってしまうのは、なぜでしょうか？                                 | 様々な業界の隠語をあたかも知っているつもりで演じて下さい |
| 9月8日   | 自分のポップを自分で探すという辱めを味わった話 実は家族が観覧に来ていた話                                                          | あなた専用のチャンネルを作ってあげますと言われたら、24時間どんな編成で番組を流しますか？                                                                                     | 吹き出しの表情で相方を笑わせて下さい |
| 9月15日  | いつまでたっても慣れない海外のあの場所の話 海外の遊園地は勇気が必要な話                                                            | | 何でもないモノにランダムに出た言葉を組み合わせて無理やり笑いを取って下さい |
| 9月22日  | 息子たちの方が一枚上手な話 コンビニでの初体験にドキドキした話 目からウロコの法則を発見した話                                       | 部屋を覗かないバージョンの「鶴の恩返し」の結末を教えてください | お客さん似顔絵を当ててください |
| 9月29日  | 三村家のダメダメ父子の話 海外の航空会社は一筋縄ではいかない話                                                                      | | 英語が苦手な三村さんを交えて、英文の伝言ゲームに挑戦して下さい |
| 10月13日 | 体の不調に意外な原因が判明した話                                                                                                   | カフェなどで単品で頼んでも「実はセットにした方が得なんじゃないの？」と思ってしまう癖を解消して下さい                                                                         | 「ですが…」クイズに挑戦して、お客さんから「お～ぉ！」を頂いて下さい |
| 10月20日 | オシャレ感を優先させた結果の話 お気に入りの品が絶滅の危機にひんしている話                                                          | 公衆トイレの個室に入っている際に誤作動でスマホのカメラのシャッター音が鳴ってしまいました。どうやってごまかすのが正解ですか？                                                 | さま×さまDVD＆Blu-rayの巻数イラストを考えて下さい |
| 10月27日 | 楽屋の周辺がいつもと違う雰囲気だった話 息子がついに思春期に突入した話 普段の自分の言動を反省した話                                 | 「ラーメン一口だけちょうだい」と男友達に言われて、あげた時のズルズル、麺を噛み切る、汁にボトッはありですか？                                                                 | 適当に選んだ４枚の写真で無理やりお話にして下さい |
| 11月3日  | 知られざる音声さんとの攻防の話 欲しい商品を店から消失させてしまう男の話 オジサンの体がちょっと心配になっちゃう話                   | | 指定された職業をポーズで瞬時に表現して下さい |
| 11月10日 | 電話の引っ越しはひと筋縄ではいかない話 いよいよ行動がパパに似てきた話                                                              | | タップダンスで伝えて下さい |
| 11月17日 | ロケであちこち行ってきた結果の話 しっかり覚えておかないと危険な話 番組ディレクターの悲しい秘密の話                                 | 「よし終わりにしよう」と言った後に「あ、１ついいですか」と言ってくる人がいますが、なぜ「終わりにしよう」の前に言えなかったのでしょうか？                                     | 突然のピンチを何でもないモノで乗り切って下さい |
| 11月24日 | 次男の行動からますます目が離せなくなってきた話 留守番している時こそ用心が必要な話 ちょっとした話題のはずが思わぬヤブヘビだった話   | テニスの審判は、選手にチャレンジされた時、内心どんな気持ちで結果を待っていると思いますか？                                                                                   | 組体操を成功させて下さい |
| 12月1日  | お気に入りのフレーズが誕生した話 首にできたオデキがとてつもなく大きくなってしまった話 専属ドライバーにいろいろ言いたいことがある話 | 後輩にペンを借りて、そのままにしていると「ペンを返して」と言われました。何だったら一番気持ちよく返せますか？                                                                 | 紙芝居にお題のことわざの教訓を盛り込んで相方に伝えて下さい |
| 12月8日  | 三村家対抗歌合戦が開催された話 息子のイタズラにパパ四苦八苦の話                                                                    | もしも桃太郎の桃を、おばあさんが拾い損ね、鬼ヶ島まで流れ着いてしまっていたら、どんなストーリーになると思いますか？                                                           | 中国語の指示に従って下さい |
| 12月15日 | 娘とパパに深夜の攻防があった話 七五三のお祝いがことのほか大変だった話                                                              | | ぶっつけ本番で演奏した曲が何の曲か当てて下さい |
| 12月22日 | 食事をめぐる若者たちの頭脳戦の話 残念なミスに後から気がついた話                                                                    | 近い将来、車がしゃべるようになって「ポジティブカー」と「ネガティブカー」が選べるようになったら、どちらの車を選びますか？                                                     | 自分が演じるサイレント芝居を相方にアテレコしてもらい、お題の言葉を自然に言わせて下さい |

#### 2017年
| 放送日   | 話 | トークテーマ | お題                                                                                   |
| -------- | --- | --- | -------------------------------------------------------------------------------------- |
| 1月12日  | 新オープニングの撮影をした話 おみやげ購入でひと騒動あった話 若い頃とは同じに出来ないオジサンの苦悩の話 寝室での苦労が絶えない話                                  | | 相方と同じポーズをとって下さい                                                         |
| 1月19日  | おみやげ騒動の真相の話 親子でゲームにハマった結果の話 息子の成長に驚きを隠せない話 先輩の子供への接し方の話                                                      | | 相方が何をやらかしたのか？ 当てて下さい                                                |
| 1月26日  | どっちの感覚がズレているのか判明した話 上には上がいた話 | ゴジラが、自分が壊したビルの復旧に協力したいと申し出てきました。壊された怒りの気持ちも収まらない中、何をしてもらいますか？                                       | 次の有名な歌謡曲をワンポーズで伝えて下さい                                             |
| 2月2日   | 感覚にズレがないか改めて確認してみたくなった話 ちょっとした出来事を披露してみたくなった話                                                                        | 幽霊が「出たり消えたりが辛いので出っぱなしでもいいですか？」と言ってきたら、どんな条件を出しますか？                                                             | ３つの質問でとあるお客さんを当てて下さい                                               |
| 2月9日   | 大竹家の家族旅行はハプニングの連続だった話 三村家の旅行もいろいろあった話 それぞれの日常をちょっとだけ紹介してみた話                                             | | 質問に女性がドン引きしないカワイイ下ネタで答えて下さい                                 |
| 2月16日  | あの機具が驚きの進化を遂げていた話 息子の裏切り行為に四苦八苦している話                                                                                          | プライベートでスポーツ観戦に来てオーロラビジョンに顔のアップが抜かれている事に気づきました。人々を感心させる対応をして下さい                                     | 組体操のタイトルからどんな体操か２人で動いて当てて下さい                               |
| 2月23日  | 何気ない言動に意外とセンスが出ちゃう話 気になっていたことをついに聞いてみた話 日々の暮らしでふと気づいたことがある話                                             | | 映画のタイトルに一言足して、クジで出たツッコミが自然と出てしまうタイトルに変えて下さい |
| 3月2日   | 不思議な出来事に見舞われた話 謎の肩痛が思わぬ事態を引き起こした話                                                                                                | | 店員さんをうまく誘導してお題のポーズをとらせて下さい                                   |
| 3月9日   | いつの間にかやらかしていることがある話 番組の打ち合わせをめぐって事件があった話 新幹線移動でまさかの光景を目撃した話                                             | 雪男が目の前に現れました。どんな恐怖が待ち受けていますか？（別に悪いことをするイメージもないですが）                                                             | 選択肢の中から四字熟語を１つ選び顔の表情だけで一発で相方に伝えて下さい                 |
| 3月16日  | 体力の衰えを感じざるを得ない話 大竹家長男に驚きの異変が発生した話                                                                                                | 公衆トイレを使って蛇口をひねり、手を洗ったあとにまた蛇口をひねって水を止めますが、蛇口についていた菌はどこに行ったと思いますか？                                 | 虫食いお題を相方の行動を観察しながら埋めて下さい                                       |
| 3月30日  | 情報が妙な伝わり方をしてしまった話 睡眠時の“異常”が度を超えてきた話 海外ロケの罪悪感を帳消しにする裏技の話 子供のためと思いきや…な話                             | 券売機に１万円を入れて、小銭のお釣りは取り忘れないのに、お札を取り忘れるという事がよくありますが、何故デカイ方を忘れるのでしょう？                               | ゲームしながら相方に気づかれない様に３回〇〇して下さい                                 |
| 4月6日   | 海外のホテルについていろいろ思うところがある話 ＳＮＳ世代の会話力に疑問を呈してみた話 洗髪に関する苦情をテレビで言ってみた結果の話                               | 他人が握ったおにぎりを食べられない人が、お寿司屋さんが握る寿司を食べられる理由を解明して下さい                                                                   | ごちゃ混ぜの紙芝居の間に言葉を挟んで、話をつなげて下さい                               |
| 4月13日  | コンビ揃って謎の症状が出ている話 マスク着用の理由に衝撃を受けた話 子供の自転車を受け取りに行った話                                                               | 留守電の「掛け直します」って、だったらメッセージを残さなくてもよくないですか？                                                                                   | 申し訳ない状況に神対応して下さい                                                       |
| 4月20日  | オチに集中し過ぎた結果の話 パパの小さな幸せの話 数字の謎の読み方と大竹の生活ルーティンの話                                                                       | ユニットバスで湯船につかった時、体はどうやって洗うのが正解ですか？                                                                                               | 相方が例文を見て演じるジェスチャーから、ことわざにたどり着いて下さい                   |
| 4月27日  | スポーツ観戦あるあるの話 浮き世離れしたオジサンの話 ポイントにうるさい男の話 スマホ世代にモノ申したい話 寝相の理由が判明した話 子供たちが意思を持ち始めた話      | | 小道具を使ったツッコミビンゴに挑戦して下さい                                           |
| 5月4日   | ライブには一体感が必要な話 美容室で起きたことを報告したい話 苦言を呈すはずが逆に呈された話                                                                       | | さま×さまDVD＆Blu-rayの巻数イラストを考えて下さい                                      |
| 5月11日  | 母親のしつけが思わぬ事態を招いた話 就寝中のホラーな行動が明かされた話                                                                                            | 外国人が結構長いことしゃべっているのに通訳がものすごく短い時がありますが、その外国人は何とも思わないんですか？                                                   | スタッフからの懺悔を広い心で許してあげて下さい                                         |
| 5月18日  | スタッフの行動にいろいろ思うところがある話 結構大ごとなのに誰にも伝わらない話 家族への気遣いが欠かせないパパたちの話                                             | | 高速ジェスチャーしりとりで３往復して下さい                                             |
| 5月25日  | 定番しか受け入れないオジサンの話 食べ盛りの若者を食事に誘った結果の話                                                                                            | カッパに遊びに誘われました。どんなことに気をつけなければなりませんか？                                                                                           | 擬音だけでどの写真の事なのか相方に伝えて下さい                                         |
| 6月1日   | トイレで感じた劣等感の話 ワクワクしながらテレビを見た結果の話 子供を前に恥ずかしい姿をさらしてしまった話 大竹パパと策士な次男の攻防の話                          | 「天使と悪魔」が現れる設定がありますが、それが「天使と睡魔」に変わったら、どんな会話になるか想像して下さい                                                       | 既存の遊びに、クジで引いた条件を付け加えて下さい                                       |
| 6月8日   | 若者言葉に戸惑いを隠せない話 居酒屋のアルバイトくんに物申したい話 子供たちの危険な遊びを目撃した話 今後の成長に期待したい話                                      | １年のうち、３か月さなぎになることが決定しました。いつなりますか？                                                                                               | 〇〇しながら??して下さい                                                               |
| 6月22日  | 度が過ぎた被害妄想の話 ピンマイクでまたひと悶着あった話 飛行機の搭乗口に関して思うところがある話                                                                 | 大人になってからやるゲームの主人公の名前って何て付けるのが正解ですか？ 本当の下の名前を付けるのも恥ずかしくないですか？                                          | 絵描き歌の答えを打ち消して新しい絵を描いて下さい                                       |
| 6月29日  | 定番の飲食物について、いろいろ思うところがある話 家族とオレと甘い物の話 風呂場のアレを共有せざるを得ない話                                                       | 本気のメガネを掛けている人は、伊達メガネの人をどう思っているのでしょうか？                                                                                       | クジで引いたシチュエーションの「ド定番コント」を演じて下さい                           |
| 7月6日   | サプライズはタイミングが命の話 パパと息子の２人きりの時間の話 問い詰められても絶対に口を割らない話                                                               | 開店と同時に入った居酒屋でオススメのメニューが品切れですと言われたら？                                                                                           | 全く関係のない小道具を駆使して相方にセリフを言わせて下さい                             |
| 7月13日  | 最近はスマホで何でも出来ちゃう話 出先ではトイレを借りるのもひと苦労な話 日々の食卓について改めて考えてみた話 子供のしつけは一筋縄ではいかない話                  | | 「テレ朝夏祭り」に出品するさま?さまオリジナルカレーを考えて下さい                      |
| 8月3日   | ライブと向き合うスタンスの話 あの男の妙なクセがまたも爆発した話 三村の無茶で眼科に行かざるを得なかった大竹の話                                                   | 果汁１％のありがたみって何ですか？ 逆に１％入っているメリットは？                                                                                                | １つの小道具だけで例えしりとりを披露して下さい                                         |
| 8月10日  | 自分が大人になったなと感じる瞬間の話 大竹ジュニアに裏切りの話 三村家長男の行動に意外な賛同者が現れた話                                                           | 空を飛べる魔法のほうきを拾いました。まず何に使いますか？ | 自分がかけられている技の名前を当てて下さい                                             |
| 8月17日  | 海外ロケの裏側を暴露してみた話 またもや「なぜオレだけ？」な出来事があった話                                                                                      | カップ麺を後輩に作ってと頼んだら、「お召し上がり直前に入れて下さい」のスープを最初に入れていました。作ってもらった立場です。この場合は、どんな行動が正解ですか？ | 相方が求めている「アレ」を理解して正解の道具を渡してあげて下さい                       |
| 8月24日  | 海外の店あるあるな話 似たもの家族だと改めて感じた話 妻に対して、ある気づきがあった話 家の玄関の鍵について思うところがある話                                      | 毎日魚を捕っている漁師の浦島太郎が竜宮城にやってきた時、他の魚たちは内心どう思っていたのでしょうか？                                                             | 逆再生ものまねに挑戦して下さい                                                         |
| 8月31日  | 奄美の海で大パニックを起こした話 意外と“天然”なところがある男の話 日焼けについて、それぞれ思うところがある話                                                     | 水道から水を出すときにレバーを上げると水が出るパターンと、下げると水が出るパターンと二つありますが、どっちが一般的だと思いますか？」                             | 中国語の歌詞を解読して下さい                                                           |
| 9月7日   | 再び身内からの裏切りを食らわされた話 騒音の発生には注意が必要な話 一家でするカラオケ大会にはちょっとした注意事項がある話                                         | 洋服屋さんで「これ今流行ってますよ」と言われると逆に買う気がなくなってしまいますが、自分が洋服屋だったら本当に流行っている商品を何て言ってお客さんに勧めますか？ | 正義のヒーロー〇〇マンで悪を倒し、悪を演じる相方は何マンかを当てて下さい               |
| 9月14日  | 麺類の食べ方が気になって仕方ない話 行列で繰り広げられた攻防の話 家族旅行で発生したちょっとした話                                                                 | 飲食店のトイレでペーパーを使い切ったら、新しいペーパーをセットする派ですか？                                                                                     | ヒット曲のワンフレーズを３枚の絵にしてタイトルを伝えて下さい                           |
| 9月21日  | スーパーにがっかりレジ係が出現した話 旅行先のトイレでもひと悶着あった話 沖縄で驚きのお土産を発見した話                                                           | 家の前にゴキブリがいました。顔は家の方を向いています。殺しますか？                                                                                               | しりとりをしながら写真にセリフをつけて下さい                                           |
| 9月28日  | ホテルのプールでいたたまれない気持ちになった話 またもや「なぜオレだけ」なことがあった話 朝食をめぐる攻防が繰り広げられている話                                   | | 次のことわざを顔出しフリップで演じて下さい                                             |
| 10月2日  | あの人気ゲームの新作が出たので買ってみた話 パパのトイレが大好きな息子たちの話                                                                                    | 今から遭難します。その時１匹だけ話ができる動物も道連れにできます。どんな動物を選んで、どうやって生き延びていきますか？                                           | 逆再生早口言葉に挑戦して下さい                                                         |
| 10月9日  | 謎の音楽の出所に驚がくした話 ちょっとした思いつきで大冒険してみた話 一味と七味の味の違いを分かってほしい話                                                       | みんなでシェアするマカロニサラダを取ろうとしたら、箸にさっき食べたトマトソースのカスが付いていました。どうしますか？                                             |                                                                                        |
| 10月16日 | いつの間にか放送時間を引越していた話 子供たちの成長が想定外の事態を生んでいる話 相変わらずトイレでくつろげない話 飛行機移動あるあるの話                          | 目の前に一寸法師が現れました。めちゃくちゃ怒っていて今にも襲いかかってきそうです。どうやって戦いますか？                                                         | お客さん似顔絵に挑戦して下さい                                                         |
| 10月23日 | 相方っぽい人物を新たに発見した話 整体で気になる患者さんと遭遇した話 長男の運動会へ行ってきた話                                                                   | | 動物たちのちょっと意外な生態を穴埋めして下さい                                         |
| 10月30日 | 息子がハマっているダンスをステージで披露してみた話 子供が大人の世界に興味津々になってきた話 夫婦の人間関係は家によって大違いな話                                 | ずーっと高熱だったのに、熱を測って、人に見せる時だけ少し下がってるのはどうしてですか？                                                                           | 決められたシチュエーションで指示されたポーズを自然に３つとって下さい                   |
| 11月6日  | 女性マネージャーのトンチンカンな返しの話 NYにヘンタイおじさんが出現した話 パパの悲しい扱いの話                                                                   | コンビニでお金を払って商品を忘れたり、頭に掛けているメガネを探したり、自販機で1万円札を使ってお釣りを取らないのは、自分に何が足りないからですか？                | 女子高生のLINEでの会話を翻訳して下さい                                                 |
| 11月13日 | 練習は見られるのが恥ずかしい話 お気に入りのアウターをイジられた話 考え方って人それぞれだなと思った話                                                             | 知り合いの女性が入ったトイレの後に自分もそのトイレを使いたい場合、どのくらいの時間を空けたらお互い安心ですか？                                                   | ズルいマスクで相方を笑わせて下さい                                                     |
| 11月20日 | 発音の間違えをどうしても指摘したくなった話 風呂場で大失態を犯してしまった話                                                                                      | 鍋料理の飲み会で先輩から「遅れるから先に始めてて！」という連絡が来た場合、鍋を始めちゃっていいですか？」                                                         | 有名人の名前をジェスチャーだけで伝えて下さい                                           |
| 11月27日 | 人知れずトースターをめぐる攻防が繰り広げられていた話 相方からの直電に驚きを隠せなかった話                                                                        | | 自分の弱点を探って、勝負に勝って下さい                                                 |
| 12月4日  | 例のあの子のこんな姿はどうですか？…な話 「いってらっしゃい」替わりの息子の一言が衝撃だった話 突然の電話は誤解を招きかねない話 眼科の検査に四苦八苦してしまった話 | | 相方が何のことわざを演じているのか当てて下さい                                         |
| 12月11日 | 素朴な疑問について考えてみた話 書店の新システムに戸惑いを隠せなかった話                                                                                          | 付き合った男性を出世させる「あげまん」は、テレビで普通に使われますが、子供に「あげまん」の「まん」って何？ と聞かれた時の正解を決めておいてもらえませんか？      | じゃんけんホイホイで忖度（そんたく）して相手を5連勝させて下さい                        |

#### 2018年
| 放送日   | 話 | トークテーマ | お題                                                                            |
| -------- | --- | --- | ------------------------------------------------------------------------------- |
| 1月8日   | いろいろな意味で恐い現象が発生した話 車の運転席と助手席には深い溝がある話 | 泣いている女性に男がそっと差し出すハンカチは素敵ですが、そのハンカチは、一日の生活でそこそこ使ったハンカチでも差し出していいものでしょうか？                   | ジェネレーションギャップを打破して下さい                                        |
| 1月15日  | 例のゲーム機がついに手に入った話 パパの悲しさと息子の成長の話 家電量販店で感じた違和感の話                                                                                                 | | 箱の中身をしりとりで相手に伝えて下さい                                          |
| 1月22日  | 焼肉店でひと悶着あった話 パパとママならどっち!?…な話 息子たちに早くも“男”の兆候が見られる話 日常の暮らしにこそ感動的な瞬間が潜んでいる話                                                   | 店員に声をかけられたくないからイヤホンをつけてショッピングをしているのに、店員に話し掛けられました。イヤホンを取らずに追い払うにはどうしますか？               | ど忘れ伝言に挑戦して下さい                                                      |
| 1月29日  | お父さんもいろいろ思うところがある話 上手い自撮りテクをレクチャーしてほしい話 大竹パパを愕然とさせた息子の行動の話                                                                         | | 惜しい答えを言って相方に正しい答えを言わせて下さい                              |
| 2月5日   | 美容室で感じた小さな疑問の話 マイカーのオーディオに謎の一曲が入っていた話 この行動ってどう思う？な話 裏事情を分かってほしい話                                                              | 突然胸がＤカップに成長しました。相方に「見せて！」と言われたら見せますか？                                                                                     | カウントダウンの音を頼りにアイマスクをしながら一発で成功させて下さい            |
| 2月12日  | 奥様の証言にちょっとだけ異論を唱えておきたい話 相次いで不思議な現象に見舞われた話 絶対に負けられない戦いがそこにはある話                                                                   | | 負け試合後のロッカールームで監督に自分のミスを謝って下さい                      |
| 2月19日  | ちょっとした気遣いが裏目に出た話 人知れず寂しい思いをしているロンリーパパの話 | 太った人に小さな子供が「デブ」と言ってます。「デブじゃないでしょ」と子供をしかると、さらに悪口を言っていることになるのでしょうか？                             | 逆再生ジェスチャーで相方に伝えて下さい                                          |
| 2月26日  | 怪我に対して大袈裟すぎる男の話 カーリング娘たちにゾッコンな話 男なら共感する？オッサンあるあるの話                                                                                         | | 振り返りの名演技をキメて下さい                                                  |
| 3月5日   | マネージャーのクレイジー行動にあ然とした話 大竹家の家庭の事情を突き詰めて聞いてみた話 | ある朝、世の中に存在する全ての生物が170cmに統一されてしまいました。どんな危険が待っていると思いますか？                                                        | 天の声にいち早く反応して下さい                                                  |
| 3月12日  | 髪型についてちょっと言っておきたいことがある話 相方の衝撃的な姿を目撃した話 狭い場所ではもうちょっと気を遣ってほしい話 後輩には後輩の気遣いが必要な話 寝間着について衝撃の発表をしてみた話 | おじいちゃんやおばあちゃんが「私人見知りなんで」と言っているのを聞いたことがないのですが、人見知りは何歳まで許されるものですか？                               | ポケットに1つしか道具が入っていないドラえもんになって相方の悩みを解決して下さい |
| 3月19日  | そういうことは先に言っておいてほしかった話 何だかんだで年中行事は大切な話 | SNSでリア充アピールするための代行サービスがあるらしいですが、2人なら何を代行してもらいますか？                                                                 | 自分が何の中継先にいるかを察してレポートして下さい                              |
| 3月26日  | 父親の悲しさを改めて知った話 卒園式でのミッションインポッシブルな話 | 「面白い話があってさ」と語り始めた時、どんな心構えが必要ですか？                                                                                               | 1分間で6回モノボケしりとりを成立させて下さい                                    |
| 4月2日   | オバチャンの一言に思わず脱力しちゃった話 知る順番に違和感を覚えてしまう話 自慢の特技を披露してみた話 待つことに対して思うところがある話                                                    | | さま×さまDVD＆Blu-rayの巻数イラストを考えて下さい                               |
| 4月9日   | 三村家で巻き起こった風呂をめぐる攻防の話 大竹家で勃発した買い物をめぐる攻防の話 | 選抜高校野球で負けたので、甲子園の土を持って帰りたいのですが、仲間は「また夏に戻ってくる」と言っています。こっそり持って帰るには、どうしたらいいですか？       | 犬のしつけで使う用語の意味を犬と飼い主になって実践して下さい                    |
| 4月16日  | 話はともかくプロとしての本分は忘れてほしくない話 | こだわりのある先輩に「水買ってきて」と頼まれた時、デキるヤツと思われるにはどうしたらいいですか？                                                               | 逆再生なぞなぞに答えて下さい                                                    |
| 4月23日  | 長男を連れて釣り堀に行ってきた話 公共交通機関の進化に追いつけない浮き世離れした人の話 | | 箱の中身を、クジで出たワードを使って5つ以内の質問で当てて下さい                 |
| 4月30日  | 思わぬ場所に地雷が埋まっていた話 ついに堪忍袋の緒が切れた話 長男の正義感に窮地を救われた話                                                                                                 | 家の中に蚊が1匹ずーっといる家と、ゴキブリが1匹ずーっといる家。どちらなら耐えられますか？（殺しても必ず1匹います）                                              | 女子高生の会話を聞いて翻訳して下さい                                            |
| 5月7日   | 人気お買い物スポットにテンションが上がった話 フレッシャーズの心理状況を分析してみた話 共通認識が芽生えていたことを確認してみた話                                                           | | 着ぐるみを着ている相方はどっちか当てて下さい                                    |
| 5月14日  | 衝撃のエピソードをカミングアウトした話 | | 三村さんの運転手になるための条件を当てて下さい                                  |
| 5月21日  | 大人として持っておきたいアレの話 盛る男と疑う男の話 | |                                                                                 |
| 5月28日  | 天気に関してちょっと言いたいことがある話 元気な息子たちに振り回されっぱなしの話 居酒屋で起きた不思議な出来事の話 「なぜこのタイミングで？」な話                                            | | 相方の傾向を当てて下さい                                                        |
| 6月4日   | 自分の行動には責任を持たなければならない話 想定外の初体験に見舞われた話 | | 逆再生「名言」に挑戦して下さい                                                  |
| 6月11日  | オジサン3人珍道中の話 腹の立つ人に遭遇した話 | 知らないボタンと知らない扉が急に家にあったら、どっちから確認しますか？                                                                                         | 「お客さん似顔絵」の続きを完成させて下さい                                      |
| 6月18日  | さまぁ～ずを取り巻く2人の明るい女性の話 誕生日のサプライズに本気で驚かされた話 先輩としての気遣いが重要だと気づいた話                                                                      | 今日から半分だけ外国語をマスター出来ることになりました。「聞き取れるけど喋れない」と「喋れるけど聞き取れない」の2択なら、どちらを選びますか？                  | くじで引いたワードを使って完璧なクレーム対応を披露して下さい                    |
| 6月25日  | 体の痛みをめぐる不毛な争いの話 パパにはパパの立ち位置がある話 | 「ついに出た！裏メニュー」ってメニュー表に載った時点で、レギュラー昇格なんでしょうか？                                                                         | 突然流れるリズムに乗りながらジェスチャーでお題を伝えて下さい                    |
| 7月2日   | 夫婦の寝室で起きた悲しくなる話 海外ロケも連続するといろいろ大変な話 | 以前、ロケした商店街のお店に「さまぁ～ずも絶賛」と書いてありました。剥がしますか？                                                                             | 効果音で相方に正解のジェスチャーをさせて下さい                                  |
| 7月9日   | トイレでバッタリな話 膝のケアにはご用心な話 朝食をめぐる攻防の話 | 酔っ払ってみんなで騒いでいる時に、動画を撮影する人がいますが、あれって酔いがさめませんか？                                                                     | 「テレ朝夏祭り」に出品する、さま×さまオリジナルパスタを考えて下さい             |
| 7月16日  | 絶対に知りたくない戦いがそこにはあった話 アスリートのインタビューについて思うところがある話                                                                                                | 性格も頭もすごくいいカッパがさまぁ～ずの運転手になりたいと言ってきました。どうやら免許も持っています。どうしますか？                                           | アイマスクをした状態で効果音を聞いて、相方と同じリアクションをして下さい        |
| 7月23日  | 機内食にまったく魅力を感じない話 敷居ひとつでも気遣いが必要な話 自分たちの勘違いに後で気付いた話 旅慣れた旅行者と思われるのも善し悪しな話 生活音が半端ない迷惑オジサンの話                 | | マルチに出たポーズを寸劇の中に自然に取り入れてください                          |
| 7月30日  | 日焼けをめぐる攻防の話 家庭での知られざる一幕を語ってみた話 | 熊に遭遇して絶体絶命のピンチになったとき、ハリー・ポッターみたいな魔法の杖が急に自分の手の中に現れました。上手く使ってピンチを脱して下さい                     | 次の生き物が、一生で一番言っていそうな言葉をつぶやいて下さい                    |
| 8月6日   | スポーツ観戦の危険性について考えてみた話 大竹家の愉快な面々の話 | 見知らぬ人と二人きりのエレベーター内で、相手の足元にゴキブリを発見しちゃいました。目的地は高層階です。ここからどう行動するのがベストですか？                   | ウルトラマンはでっかくなった何と戦っているか当てて下さい                        |
| 8月13日  | せっかくの機会を素直に喜べなかった話 マンションに現れたアイツと壮絶な攻防を繰り広げた話 | | 超ネイティブな英語を耳コピして、別室にいる外国人を操って下さい                  |
| 8月20日  | 家族にしか分からないちょっとした習慣の話 パパと娘の微妙な距離感の話 もっとオレに興味を持ってほしい話 夏は虫にご用心！な話                                                                  | | 逆再生なぞなぞに答えて下さい                                                    |
| 8月27日  | またもや体に異変を起こしてしまった話 妻の自由な言動に一言モノ申したい話 | フラッシュモブでプロポーズの手伝いをしていたら、ダンスが終わるずいぶん前に「ごめんなさい」と言われています。この後が一番の見せ場のダンスです。どうしましょう？ | 時報に合わせて4段階の動きで表して下さい                                         |
| 9月3日   | ちょっとした行動にも油断は禁物な話 子育てはやっぱり一筋縄ではいかない話 | | 「ですが」クイズを読みきって正解して下さい                                      |
| 9月10日  | 元通りになるには険しい道のりがあった話 大竹家の夏休みは大騒ぎ！な話 三村オジサン一人きりの夏休みの話 東京生まれ東京育ちのすごい適応能力の話                                                | |                                                                                 |
| 9月17日  | マネージャーへの不満をぶちまけてみた話 家庭への不満をぶちまけてみた話 長年の疑問を問いただしてみた話                                                                                       | | なぞなぞの解答でボケて、相手にクジで引いたツッコミワードを言わせて下さい        |
| 9月24日  | 海外ロケの行き帰りにはトラブルがつきものな話 物忘れの度が過ぎるオジサンたちの話 妻の気遣いには最大限の敬意を表したい話                                                                     | | お客になって選んだ商品を使って、店員の性格を当てて下さい                        |
| 10月1日  | ほっこりする三村家の日常の話 大竹パパの気苦労と子供の成長の話 | 外でロケ中に寒がっていたら、先輩が上着を貸してくれたので、着させてもらおうと思ったら、なかなかの臭いが立ち込めてきました。どうしますか？                       | 紙芝居にクジで引いた言葉をつけて、新しいストーリーを作って下さい                |
| 10月8日  | 証明写真を撮るのもひと苦労な話 体の衰えを感じざるをえない話 | | 危機的状況に陥った相方を「カバンの中のアイテム」で救ってあげて下さい            |
| 10月15日 | いつもとは違う感覚を味わってみた話 微妙な変化を感じ取ってしまった話 息子の個性的な感覚に衝撃を受けた話                                                                                     | 目の前に現れたライオンにスモールライトをあてましたが、ネコくらいの大きさにしかできませんでした。どう戦いますか？                                               | 結末を知らない相手を導いて演じて下さい                                          |
| 10月22日 | 31年ぶりにアレをやめてみた話 | 相撲の優勝決定戦で、あと一踏ん張りで勝てそうだけど、うんこも出そうです。優勝とうんこ、どちらを取りますか？                                                     | 相方クイズに正解して下さい                                                      |
| 10月29日 | 禁煙しているといろいろなものが見えてくる話 子供たちの世話に日々奮闘している満点パパの話 公園で遭遇したちょっぴりホラーな話                                                                 | | 相方のモノボケを音だけを頼りに当てて下さい                                      |
| 11月5日  | マッサージ店で感じたちょっとした不満の話 空港で耳にした何気ない一言の話 禁煙が思わぬ事態を招いてしまった話                                                                                 | 「透視能力」と「投資能力」どっちの能力があった方が、いい人生になると思いますか？                                                                               | 相方の接し方で自分がどんな生き物なのか当てて下さい                              |
| 11月12日 | 息子の送り迎えは日々戦いな話 何もかも任せっきりなぐうたらパパの話 | | さま×さまDVD＆Blu-rayの巻数イラストを考えて下さい                               |
| 11月19日 | 私生活でもなかなか体を休められない話 アレの呼び方をめぐってひと悶着あった話 疑惑の追及はほどほどにしておきたい話 加齢の怖さを日々感じざるを得ない話                                        | 肉嫌いと言うと「ベジタリアン」と評価されるのに、野菜嫌いと言うと「大人なのに」と言われます。野菜はそんなに偉いのですか？                                       | タイムショックみたいな感じで正解のない質問に答えて下さい                        |
| 11月26日 | 話し掛けるタイミングはよく考えてほしい話 自身のダメっぷりを改めて痛感している話 | コンビニの列に並んでいる途中で、少し離れた場所に美味しそうなパンを発見しました。足を残しつつ手を伸ばして取るのはアリですか？                                   | もしものコーナーをぶっつけ本番で成功させて下さい                                |
| 12月3日  | 収録前に思わぬ訪問者がやってきた話 イヤイヤ期の子供に相変わらず手を焼いている話 どうしても指摘せざるをえなかった話                                                                         | 巨大ロボの操縦席は、体のどの部分にあるのがベストですか？ | 絵描き歌で相方に伝えて下さい                                                    |
| 12月10日 | 妻にはいつも笑顔でいてほしい話 大先輩に対して相変わらず失礼ばかりしている話 | 魔法使いに「どんな内容でも100万部売れるから本を書きなさい」と言われました。100万人が読むことを考えて、どんな内容にしますか？                                   | 〇〇な職業を演じて、相方に〇〇だなぁ…と言わせて下さい                           |

#### 2019年
| 放送日   | 話 | トークテーマ | お題                                                                                   |
| -------- | --- | --- | -------------------------------------------------------------------------------------- |
| 1月7日   | 意外な事実が発覚した話 誤解にはご用心な話 男2人で映画を観るときには、それなりの気遣いが必要な話                                                                                       | 本物のビッグライトを拾いましたが、使うとどんなリスクがありますか？ | 自分が何のセールスに来たのか当てて下さい                                               |
| 1月14日  | 父親の威厳が保てなくなってきた話 親子水いらずで銀座に繰り出した話 | 肩の上に哺乳類を乗せて生活しなければいけない法律ができました。どの動物を乗せますか？ | 3種類の効果音に合わせて即興芝居を展開してください                                      |
| 1月21日  | 試着に対する素朴な疑問を解決したい話 家での気苦労がたえない困惑パパの話 | | お客さんアニマル似顔絵に挑戦して下さい                                                 |
| 1月28日  | 大竹家の海外旅行は一筋縄ではいかない話 | | 即興芝居をしながら相方にバレずに〇〇を3回して下さい                                    |
| 2月4日   | 恒例の同窓会に参加してきた話 最新アプリをみんなで楽しんでみた話 ドッキリについて改めて考えてみた話                                                                                    | | 雑な楽屋ドッキリに上手に引っかかって下さい                                             |
| 2月11日  | 息子の送り迎え中も気が抜けない話 高級店で人知れず葛藤している話 男の手料理が予想外の驚きに繋がった話                                                                                  | | 生き物の進化の過程を図で示して下さい                                                   |
| 2月18日  | 余計な一言で墓穴を掘った話 感謝の気持ちを改めて伝えてみたかった話 夫婦関係は一筋縄ではいかない話                                                                                      | ドラえもんが我が子の部屋におり、息子が一緒に暮らしていきたいと頼んでいます。損得いろいろ考えた上で、どうしますか？ | 逆再生なぞなぞに答えて下さい                                                           |
| 2月25日  | 休日のフードコートは一筋縄ではいかない話 リビングを寝室代わりに使うといろいろ問題がある話                                                                                             | 頭脳はおじさんのまま、身体は小学校一年生になってしまいました。とりあえず何をしてみますか？ | 小学校の無機質な文章問題に一文加えて興味を持たせて下さい                               |
| 3月4日   | 不慣れな運転手には教育的な指導が必要な話 新人スタッフにも容赦なく詰め寄っちゃった話 大竹家の日常にはトラブルがつきものな話                                                            | 自分だけがゾンビなのと、自分以外が全員ゾンビ。どっちがいいですか？ | 相方を次の表情に導いて下さい                                                           |
| 3月11日  | ある意味、怖い夢を見た話 相方の変なところを改めて確認した話 人のことばかり言っていられない話                                                                                          | | 大竹さんの運転手になるための心得を当てて下さい                                         |
| 3月18日  | 子供の成長ぶりに驚きを隠しきれない話 オジサンの昔話にもっと耳を傾けてほしい話 | 首だけキリンみたいに長くなっちゃうのと、口だけワニみたいになっちゃうの、どっちがいいですか？ | 即興芝居の中に無理やりねじ込んだワードを当てて下さい                                   |
| 3月25日  | 季節の風物詩的なアレが発症しているのを認めようとしない人の話 相方の第３子について、いろいろツッコんでみた話 春になると不思議な人が次々に現れる話 自分なりの観点で映画を楽しんでいる話 | コーヒー店でホットを頼んだのにアイスが出てくることがありますが、どこで間違えるのでしょうか？ | ことごとく相方の裏をかいて下さい                                                       |
| 4月1日   | 子供の奔放な行動に振り回され気味な話 見切り発車には責任を持ってほしい話 | 便利な世の中になってマネージャーに一つだけ家電の機能が付けられるようになりました。どんな機能を付けてもらいますか？ | さま×さまDVD＆Blu-rayの巻数イラストを考えて下さい                                      |
| 4月8日   | 店員の対応に苦言を呈したい話 気遣いが裏目に出た話 我慢が裏目に出た話 | 車を運転していたら、故障して止まってしまいました。それが元で大渋滞になった場合、通り過ぎる車のドライバーには、どんな顔を見せるのが正解ですか？                                                                                             | ダジャレ好きの相手に正解のダジャレを言わせて下さい                                     |
| 4月15日  | オジサンにはいろいろな気遣いが必要な話 三つ子の魂百までの話 こだわりの品が思わぬ騒動を引き起こした話                                                                                  | | 文章問題に「クジで出た無関係の言葉」をさりげなく入れて下さい                           |
| 4月22日  | 歴史的イベントに関する要望を語ってみた話 違和感を覚えたら早めに病院に行った方がいい話                                                                                                 | | ものまねしりとりを３往復成立させてください                                             |
| 4月29日  | 旅先で疲労を解消しようとしたら一悶着起こった話 当時の記憶が徐々によみがえってきた話                                                                                                   | 神様から「この街の平和を守りなさい」と、スペシウム光線を出す能力を与えられました。手をクロスすると自動的に出ちゃいます。日常のどんな部分で注意が必要ですか？                                                                               | 10秒間で「3か所間違い探し」に挑戦してください                                          |
| 5月6日   | 近未来の暮らしぶりを想像してみた話 3兄弟の将来が思いやられる話 意外な事実が判明した話 自宅でもいろいろと注意点がある話                                                                | | 新任の〇〇刑事を演じて、相方の先輩刑事にあだ名をつけてもらってください                 |
| 5月13日  | 食事会について細かい不満がある話 | 「ほら、あれ何だっけ？」ってなったとき、スマホで調べようとしたら、「最近の若いやつはすぐスマホで調べるから話が広がらねぇんだよな！」と怒られますが、出さなければ出さないで、「調べろよ」と怒られます。どのタイミングで調べればいいですか？ | ダジャレ好きの相手に正解のダジャレを言わせてください                                   |
| 5月20日  | ご褒美には人それぞれパターンがある話 ハンバーガーひとつでも揉め事は起こる話 | 自動改札のスリルは、いったいいつになったら克服できるのでしょう？ | 写真に瞬時にタイトルをつけて10連続の笑いを取ってください                               |
| 5月27日  | 何でもない日常が意外と幸せな話 一番混んでいる時期、一番混んでいる場所に突入してきた話                                                                                                 | | 絶対に生き物だと分かっているチキンレースに挑戦して下さい                               |
| 6月3日   | あの時間は何だったのかと思った話 海外で珍マッサージを受けてきた話 マネージャーの対応に苦言を呈したい話                                                                                | 歌番組でノリノリで歌っている人の裏で見切れています。周りもノリノリです。どうしますか？ | 文章問題に「クジで出た無関係の言葉」をさりげなく入れてください                         |
| 6月10日  | 聞こえてくる音で、いろいろ察することができる話 自宅のキッチンでちょっぴり怖いことが起きた話                                                                                           | 飛行機で空港に到着。急いで出た方がいいのか、ゆっくり出た方がいいのか、ストレス的にはどっちが正解ですか？ | 1分間でのツッコミ記録を作ってください                                                  |
| 6月17日  | 水入らずの時間をそれなりに楽しんでいる話 息子の命名についてアレコレ悩んでいる話 幸せな時間でもパパにはそれなりの苦労がある話                                                          | 相方の背中に「やる気スイッチ」を発見したら教えますか？ それともその時が来たらこっそり押しますか？ | 音に合わせて同じ動きをして下さい                                                       |
| 6月24日  | 第３子誕生の一部始終を初めて発表した話 | | 自分が誰の似顔絵を描いたのか当てて下さい                                               |
| 7月1日   | 日々の食事にもそれなりのこだわりがある話 移動時間はリラックスして過ごしたい話 人知れず小さな悩みを抱えている話                                                                        | 「大」を限界まで我慢してやっと見つけた公衆トイレの個室の壁にゴキブリがいました。どうしますか？ | 先生をあだ名で呼んでください                                                           |
| 7月8日   | 海外の厳しい洗礼をまともに受けてしまった話 シンプルな遊びのはずがいろいろと事件が起きてしまった話 息子の意表を突く行動に驚きを隠せなかった話                                          | | 逆再生ジェスチャークイズで相方に伝えて下さい                                           |
| 7月15日  | 三村家の微笑ましい日常の話 家事のアレコレを語ってみた話 | | バラバラにされたことわざの意味を無理矢理こじつけて下さい                               |
| 7月22日  | 大竹家では様々な攻防が繰り広げられている話 | 「そこになかったらないです」と言った後、バックヤードに商品があったときの、店員の処遇は何が適していますか？ |                                                                                        |
| 7月29日  | カワイイおじさんたちとちょっとした事件の話 | ギリギリの状態でトイレのドアノブに手をかけたら、同じくらいギリギリのおじさんも同時に手をかけてきました。順番はどうやって決めますか？ | 継ぎ足しながらお題の絵を描いてください                                                 |
| 8月5日   | 海パンチョイスに関するちょっとした特技を身につけた話 衣装写真の撮影に思うところがある話 身に覚えがないのに緊張を隠しきれない話                                                        | エレベーターの中で前にいたカップルがスマホで自撮りしています。完全に画角に入っていますが、どうしますか？ | ダジャレ好きの相手に正解のダジャレを言わせてください                                   |
| 8月12日  | 試合中は観戦に集中してほしい話 宿題のお手伝いもラクじゃない話 | 向こうから歩いて来る人が仲の良い人だと思って、「ういっす！」みたいなあいさつをしたら、知らない人でした。どうしますか？ | ２枚のくじで完成した妖怪〇〇の特徴を教えてください                                     |
| 8月26日  | 冷房をめぐる戦いを人知れず繰り広げている寒がりオジサンの話 | ドラクエのスライムが道にちょこちょこ出現するようになりました。何の素材でできていたら人気になりますか？ | 〇〇語をあたかも知っているつもりで演じて下さい                                         |
| 9月2日   | 携帯扇風機が意外な波紋をもたらした話 無理はできないお年頃になってきた話 喫茶店で思いも寄らない騒動が巻き起こった話                                                                    | | トーク番組の設定で色々な質問をぶつけて、ゲストが誰なのかを当ててください               |
| 9月9日   | お医者様の発言に驚きを隠せなかった話 まさかの展開に自分の目を疑いたくなった話 | 自分のコピーロボットができましたが、すべての面で劣っています。そいつに何をやってもらいますか？ | リポーター役に鬼ディレクターからどんなムチャ振りカンペが出されているかを当ててください |
| 9月16日  | 年齢と色の微妙な関係の話 飛行機が苦手な息子と海外旅行に行ってきた話 機内で観る映像にも、いろいろ注意が必要な話                                                                        | | 半分ずつお絵描きをして合体させて下さい                                                 |
| 9月30日  | 自由な次男にパパの苦労がたえない話 大人同士の海外旅行でもそれなりに事件は起こる話 | | 文章問題に「クジで出た無関係の言葉」をさりげなく入れて下さい                           |
| 10月7日  | 年１のメンテは今年も大騒ぎだった話 お使いを頼むのもひと苦労な話 | 知らない犬がストーカーのようにずっとついてきます。これは何かありそうですが、どうしますか？ | 相方に何が憑依したのか？ 当ててください                                                |
| 10月14日 | ほのぼのしたゲーム中も意外と気が抜けない話 問い詰められるとボロが出ちゃう話 | 金の斧を落としてしまったのに、女神からの提示は銀の斧とただの斧でした。このお話の教訓を踏まえて、どちらを選びますか？ | さま×さまDVD＆Blu-rayの巻数イラストを考えて下さい                                      |
| 10月21日 | 妻は何でもお見通しな話 思わぬ伏兵に朝からてんやわんやだった話 イメージと現実の違いに驚きを隠せなかった話                                                                              | 子供がちっちゃいドラゴンを拾ってきて、家の中で飼うことになりました。将来を見越して、どんな飼い方をしますか？ | 英語で聞いた昔話をそのまま伝えて相方に分からせて下さい                                 |
| 11月4日  | せっかくの機会に大ちょんぼをやらかした話 | 動物に変身させられて、しばらくシマウマとして過ごすことに。動物園で1年とサバンナで1週間。どっちを選びますか？ | 指定された体の一部で触っているモノを当てて下さい                                       |
| 11月11日 | ラグビー観戦の視点は人それぞれな話 一度語り始めると止まらなくなる話 仲良し夫婦でも言い方には注意したい話                                                                              | | しりとりのテーマを相手に悟らせてください                                               |
| 11月18日 | ライブの準備を始めたら、準備どころではなくなってしまった話 身の回りで起きたショックな話                                                                                               | そこまで関係ができ上がってない人に、自虐ネタをぶっこまれたら、何て返すのが正解ですか？ | ムリなく歩数を稼いでください                                                           |
| 12月2日  | 定番商品の異変に驚きを隠せなかった話 日常会話にも悲しい現実が潜んでいる話 | 後ろ姿が完全に後輩だったので、後ろからコチョコチョしたら、ボーイッシュな知らない女性でした。逮捕されないためには、どんな言い訳をすればいいでしょう？                                                                                       | 相方が触っている本物の〇〇は、どっちの箱でしょう？                                     |
| 12月9日  | 何でもかんでも大きければいいということではない話 スーパーで起きた修羅場を再現してみようとした話                                                                                       | 飲食店の券売機でメニューを選んでいるとき、後ろに並ばれると焦りますが、どうしたらいいでしょう？ | 相方にメイクをしてお題のあだ名を当てさせて下さい                                       |
| 12月16日 | 相方の“ラーメン作法”について再発見があった話 番組作りの在り方について疑問を投げ掛けたい話                                                                                             | これだけ長く続いている仮面ライダーですが、一体いつになったら悪は滅びるのですか？ | 相方にバレないようにリストに違和感を忍ばせて下さい                                     |

#### 2020年
| 放送日  | 話 | トークテーマ | お題                                                   |
| ------- | --- | --- | ------------------------------------------------------ |
| 1月6日  | 機内食の是非について改めて問いたい話 子供のためにちょっとした危険を冒した話 ピンポイントな防寒グッズがほしくてたまらない話                                                             | | 〇〇刑事（デカ）の殉職シーンを演じてください           |
| 1月13日 | 例の防寒グッズを家から持ってきた話 思い込みが危機的状況を招きかねない話 人気アーティストのライブ鑑賞でひと騒動あった話                                                                 | | 相方似顔絵に入れ込んだ8種類の生き物を見破ってください  |
| 1月20日 | 最先端の家庭用ゲームにドハマりした話 家族で行った海外旅行が相変わらずトラブル続きだった話                                                                                              | | どちらがやるか？ゲームで対決して決めてください         |
| 2月3日  | 奥様との何気ない会話にも常に危険が潜んでいる話 | みんなでご飯に行くことになって、お店をチョイスしました。しかし、オーダーした料理がなかなか出てきません。チョイスした人は、どれくらい責任を感じるべきですか？   | 若者言葉をあたかも知っているつもりで演じてください     |
| 2月10日 | 鍋物臭の回避方法を考えてみた話 空港でショッキングな光景を目の当たりにした話 実際に幹事さんを労ってみた話                                                                               | アンパンマンに「さまぁ～ずマン」として登場することになったのですが、ばいきんまんの手下です。子供たちから尊敬されるためには、どんな展開になるのがベストですか？ | ヒーローの名前を呼んでピンチを回避してください         |
| 2月17日 | ドライバーの個性に驚きを隠せない話 メガネユーザーとしてあのフレームのブームが気になっている話                                                                                          | お酢とコショウ、どっちかを一生使えないと言われるなら、どちらを選びますか？                                                                                     | 相方に１分間〇〇させないでください                     |
| 3月2日  | 大歓声の理由が相方を見て分かった話 話芸の難しさを改めて感じた話 家庭には家庭の事情がある話                                                                                             | 空を飛べる能力が身につきましたが、全裸じゃないと飛べません。どんなことに役立ちそうですか？                                                                     | 罰ゲームを回避するため本気でゲーム対決してください     |
| 3月9日  | ロケ先の空港で思わぬトラブルに見舞われた話 マッサージ店で不安な時間を過ごした話 | | 同じオチに向かってください                             |
| 3月16日 | ロケ弁に関するスタッフの不手際に不満を爆発させた話 大好きなファストフードについて語り尽くした話                                                                                        | | 逆再生ソングで伝えて下さい                             |
| 3月30日 | 大竹家の面白エピソードを改めて振り返ってみた話 三村家の家族事情を改めて振り返ってみた話                                                                                                | |                                                        |
| 4月6日  | 三村さんの底知れない浮き世離れぶりに驚きを隠せなかった話 家族と過ごす時間も一筋縄ではいかない話                                                                                        | 「視聴者からの質問に答えよう！」 | さま×さまDVD＆Blu-rayの巻数イラストを考えて下さい      |
| 4月13日 | 無観客収録だからこそ、テンションは上げていきたい話 人には人の過ごし方がある話 | 「視聴者からの質問に答えよう！」 | 三村が教えたいどうぶつの森の面白さ！                   |
| 4月20日 | スタッフも動揺を隠せていない話 ナイスキャラと旧交を温めた話 「お前の〇って〇〇だよね」と初めて言ってみた話 家で筋トレ始めるのも簡単ではない話 防寒グッズをめぐりプチバトルが勃発した話 | | 賞品をかけて対決を制して下さい                         |
| 5月4日  | 本来の目的を完全に見失ってしまった話 危険を顧みずダンスエクササイズ中の妻をネタにした話                                                                                                | 視聴者からの質問に答えよう！ | 賞品をかけて対決して下さい                             |
| 5月11日 | リモート収録の結果、自分たちの存在意義を見つめ直した話 朝起きるのにも気遣いが必要な話 ステイホーム生活の苦労をぶっちゃけた話                                                           | | 賞品をかけて対決を制してください～玉入れ対決編～       |
| 5月18日 | 家での身分は「王様」と「召し使い」な話 唯一の息抜きも息が抜けない話 | さまぁ～ずに確認したい噂 | 賞品をかけて対決を制してください～綱引きお絵描き対決～ |

### BS朝日版

#### 2025年
| 回 | 放送日  | 話・トークテーマ・お題 |
| -- | ------- | --- |
| 1  | 4月12日 | 「さま×さま」が、いよいよ今夜、BS朝日でレギュラー復活!4年半ぶりの観客を前に2人は何を語るのか。                                                                |
| 2  | 4月19日 | 大竹パパ奮闘記、豚バラとの戦い。涙の三村家長女の結婚式、大竹号泣写真大公開! 【お題】あるあるじゃないセリフでものまねをやってみよう!                           |
| 3  | 4月26日 | 息子の春期講習でまさかの無茶振りに大竹パパ大慌て。さま×さま復活特番を観た妻からの衝撃の一言に三村吠える! 【お題】60秒後に鳴るSEを即興芝居の中で上手に活かそう |
| 4  | 5月3日  | さまさまに新キャラ!?泥酔マネージャー爆誕!57歳おじさんのタンク制御問題!? 【お題】「○○ハラ」が何の略か演じて当てよう！                                          |
| 5  | 5月10日 | 高校生さまぁ～ず、ファッションバトル！?大竹親子の大冒険、自販機の謎を解け！ 【お題】三村VS大竹味覚王はどっちだ!?                                              |
| 6  | 5月17日 | NEW三村誕生!?はじめてのテイクアウト大竹パパ奮闘記、ソーセージパン大騒動!＆息子と水族館へ 【お題】さまぁ～ず式 関西弁で演じてみよう！                          |
| 7  | 5月24日 | もんじゃパーティーで事件発生!?来るの？来ないの？ジェットコースター再来 【お題】最新版!!逆再生ソングに挑戦                                                     |
| 8  | 5月31日 | 57歳コンビ大人の割り勘バトル！大竹親子大物芸能人に遭遇!? 【お題】10秒で無理やり考えたゲームで遊んでみよう！                                                   |
| 9  | 6月7日  | ５歳息子も思わずイジる！大竹夫婦２人の時間。三村夫婦恐怖のエクササイズ 【お題】超名作誕生！爆笑！読唇術クイズ                                                 |
| 10 | 6月14日 | 靴下からコンビ格差が発覚!?トイレの個室で孤独な戦い 【お題】三村が好きなマック当てられるかな？                                                                 |
| 11 | 6月21日 | 大竹初めての図書館で珍事件発生!?飛行機帰りの三村恐怖の異変 【お題】相方にバレない略語を10秒で作ろう                                                           |
| 12 | 6月28日 | 大竹VS店員新章突入！三村とっておきの秘密再び大公開！ 【お題】大竹の運転手から衝撃のタレコミ！                                                                 |
| 13 | 7月5日  | 大竹ブラザーズ涙のガチンコ対決!夫婦でさま×さま鑑賞 恐怖の発言 【お題】顔だけで演じろ！この職業はなに?                                                         |
| 14 | 7月12日 | CAさんの前で大竹恥。いつもと違う？三村楽屋で起きた違和感の真相！全てが繋がる伏線回収劇!? 【お題】三村さんの楽屋に仕掛けた違和感を当ててください               |
| 15 | 7月19日 | 大竹自宅マンションでまさかの不審者扱い!?三村妻からの衝撃のNG発言 【お題】次回の収録までに必ずやる公約決定！                                                   |

## 楽曲

### 出囃子
- ジミ・ヘンドリックス「Fire」（2007年4月5日 - 2009年11月29日）
- ゼブラヘッド「The Sweet Escape」（2009年12月6日 - 2011年4月17日）
- フォックスボロ・ホットタブス「Stop Drop and Roll」（2011年4月24日 - 2020年3月17日、9月22日）

### オープニングテーマ
地上波時代
- イギー&ザ・ストゥージズ「Tight Pants」（2007年4月5日 - 9月27日）
- ジョン・スペンサー・ブルース・エクスプロージョン「Sweet'n'Sour」（2007年10月4日 - 2008年3月27日）
- ザ・フラテリス「Creepin Up The Backstairs」（2008年4月3日 - 12月25日）
- Josh Powell「Right Back Atcha」（2009年1月8日 - 10月1日）
- ランシド「Last One To Die」（2009年10月4日 - 2010年3月28日）
- Sum 41「March of the Dogs」（2010年4月4日 - 2011年4月3日）
- ランナー・ランナー「Unstoppable」（2011年4月10日 - 10月2日）
- GARI「Hippy Hippy Shake」（2011年10月9日 - 2012年4月1日）
- スーパー・デラックス「knockout」（2012年4月8日 - 12月23日）
- オゾマトリ「Malagasy Shock」（2013年1月6日 - 12月22日）
- オール・タイム・ロウ「Heroes」（2014年1月5日 -  12月19日）
- ニュー・ファウンド・グローリー「The Worst Person」（2015年1月9日 - 12月25日）
- オトループ「A型症候群」（2016年1月8日 - 12月23日）
- オトループ「不明（番組オリジナル）」[16][17]（2017年1月13日 - 12月19日）
- アレックス・レイヒー「Every Day's The Weekend」（2017年12月26日）
- ニュー・ポリティクス「Yeah Yeah Yeah」（2018年1月9日 - 12月18日）
- VANT「Do You Know Me?」（2019年1月8日 - 12月17日）
- ウォーク・ザ・ムーン「Shut Up And Dance」（2020年1月7日 - 9月22日）

さまぁ～ず×さまぁ～ず BSさまぁ～ず
- ファイヴ・セカンズ・オブ・サマー「Don't Stop」（2025年4月13日 -）

### エンディングテーマ
エンディングテーマは基本的に存在しないが、2008年には不定期で以下の楽曲が起用された。
- monobright「週末アンセム」（2008年1月17日 - 2月28日）
- monobright「夏メロマンティック」（2008年5月8日 - 6月5日）

## スタッフ

### さまぁ〜ず×さまぁ〜ず BSさまぁ〜ず
- 構成：北本かつら、たかはC、桐本憲弥、澤田アンディ／中野俊成
- TD：青木芳行
- チーフCAM：山村早紀
- CAM：清水崇行、橋本明大、澤田来世、宮崎健司、石田泰三【週替り】
- VE：高橋正直
- VTR：村上優介、宮崎佑人、武田和浩【週替り】
- カメアシ：布施隼人、竹村康大
- 音声：丸山博充、近藤百合子【週替り】
- PA：宮田伸行、櫻井花音【週替り】
- 美術：森つねお
- デザイン：濱野恭平
- 美術進行：清水基恵（テレビ朝日クリエイト）、大塚理沙
- 大道具：木村遥菜（NEXTAGE）
- タイトル：安田達夫、倉田ユウ子
- スタイリスト：池戸美希子
- 編集：比留間映介（ミラレック）
- MA：牟田直広
- 音効：福永真弓（ZACK）
- 編成：平子傑（BS朝日）
- 番組デスク：相良美久（BS朝日）
- 広報：田中久美香、中山美佳子（共にBS朝日）
- 技術協力：ティ・ピー・ブレーン
- 協力：ホリプロ
- アシスタントディレクター：樋渡大貴、邨谷美紅
- アシスタントプロデューサー：寄元沙織
- ディレクター：碧山莉那、大出俊博、児玉頼来
- 演出：佐藤英輔
- プロデューサー：稗田康貴（BS朝日）、井上素明（メディプレ）
- 制作協力：メディプレ、K-max
- 制作著作：BS朝日

### 地上波放送（2020年9月22日まで）
- 構成：中野俊成、そーたに、たかはC、松田幸三、石田雄二郎、さかE、みゃーなが
- SW：平野友章（テイクシステムズ、以前は技術）
- 照明：五十嵐久夫（KYORITZ）
- モニター：奥山航（インターナショナルクリエイティブ）
- ロケ技術：エイ・フィールド
- 美術：清水基恵（テレビ朝日クリエイト）
- デザイン：浜野恭平
- タイトル：安田達夫
- スタイリスト：高村純子
- 編集：比留間映介（IMAGICA、以前はVTR編集）
- MA：阿左美茂樹（IMAGICA）
- 音効：福永真弓（ZACK）
- TK：草野麻里
- 編成：新谷拓也（テレビ朝日）
- 宣伝：堀場綾技子（テレビ朝日）
- HP制作：里見諒・前田秀彦・海老原誠二（テレビ朝日）
- 協力：ホリプロ
- ディレクター：藤野義明（ばんぺいゆ）、塚田正道、佐藤英輔・碧山莉那・屋野丸銀司（K-max）
- アシスタントディレクター：佐野透（K-max）
- 演出：飯山直樹（K-max）
- プロデューサー：松井正樹（テレビ朝日）、菊池貴也（K-max）
- ゼネラルプロデューサー：荒井祥之（テレビ朝日、2020年8月17日 - ）
- 制作協力：K-max
- 制作著作：テレビ朝日

### 過去のスタッフ（地上波放送）
- CG：福田隆之（テレビ朝日）、後藤洋二
- HP制作：山中さやか・新井麻実・中川雄介・石井貴裕・織田笑里（テレビ朝日）
- 照明：金村悟史（KYORITZ）
- 美術：森つねお
- オブジェ：日詰明男
- VTR編集：照沼千春（IMAGICA）
- 編成：浅中賢志・吉見尚子・高橋正輝・寿崎和臣・西勇哉・池田佐和子・船引貴史・二階堂義明・大松宏樹・沼田真明（テレビ朝日）
- 宣伝：遠藤幸子・中嶋哲也・天野貴代・宮田奈苗・高橋夏子・吉原智美・醍醐彩乃（テレビ朝日）
- アシスタントプロデューサー：志水大介
- プロデューサー：岡田秋良・松野良紀[18]・芦田太郎（テレビ朝日）、工藤浩之（K-max）
- ゼネラルプロデューサー：藤井智久[19] → 粟井淳[20] → 山下浩司[21]（テレビ朝日）

## ネット局と放送時間
| 放送対象地域   | 放送局                                       | 系列                          | 放送日時                     | 遅れ       | 備考          |
| -------------- | -------------------------------------------- | ----------------------------- | ---------------------------- | ---------- | ------------- |
| 関東広域圏     | テレビ朝日                                   | テレビ朝日系列                | 火曜（月曜深夜） 2:21 - 2:51 | 制作局     | [ 22 ]        |
| 岩手県         | 岩手朝日テレビ                               | テレビ朝日系列                | 火曜（月曜深夜） 0:50 - 1:20 | 遅れネット | [ 23 ]        |
| 宮城県         | 東日本放送                                   | テレビ朝日系列                | 月曜（日曜深夜） 1:00 - 1:30 | 遅れネット | [ 24 ]        |
| 秋田県         | 秋田朝日放送                                 | テレビ朝日系列                | 土曜（金曜深夜） 0:50 - 1:20 | 遅れネット |               |
| 山形県         | 山形テレビ                                   | テレビ朝日系列                | 水曜（火曜深夜） 0:45 - 1:15 | 遅れネット |               |
| 福島県         | 福島放送                                     | テレビ朝日系列                | 火曜（月曜深夜） 0:50 - 1:20 | 遅れネット |               |
| 長野県         | 長野朝日放送                                 | テレビ朝日系列                | 金曜（木曜深夜） 1:20 - 1:50 | 遅れネット | [ 25 ]        |
| 静岡県         | 静岡朝日テレビ                               | テレビ朝日系列                | 日曜（土曜深夜） 1:55 - 2:25 | 遅れネット | [ 26 ] [ 27 ] |
| 石川県         | 北陸朝日放送                                 | テレビ朝日系列                | 火曜（月曜深夜） 1:40 - 2:10 | 遅れネット | [ 28 ]        |
| 愛媛県         | 愛媛朝日テレビ                               | テレビ朝日系列                | 土曜（金曜深夜） 1:50 - 2:20 | 遅れネット | [ 29 ]        |
| 山口県         | 山口朝日放送                                 | テレビ朝日系列                | 木曜（水曜深夜） 1:15 - 1:45 | 遅れネット | [ 30 ]        |
| 大分県         | 大分朝日放送                                 | テレビ朝日系列                | 日曜（土曜深夜） 1:50 - 2:20 | 遅れネット | [ 31 ]        |
| 鹿児島県       | 鹿児島放送                                   | テレビ朝日系列                | 木曜（水曜深夜） 1:20 - 1:50 | 遅れネット | [ 32 ]        |
| 沖縄県         | 琉球朝日放送                                 | テレビ朝日系列                | 火曜（月曜深夜） 0:50 - 1:20 | 遅れネット | [ 33 ]        |
| 島根県・鳥取県 | さんいん中央テレビ                           | フジテレビ系列                | 金曜（木曜深夜） 1:25 - 1:55 | 遅れネット |               |
| 福井県         | 福井放送                                     | 日本テレビ系列 テレビ朝日系列 | 木曜（水曜深夜）0:59 - 1:30  | 遅れネット |               |
| 日本全域       | テレ朝チャンネル1 ドラマ・バラエティ・アニメ | CS放送                        | 日曜 21:00 - 21:30           | 遅れネット | [ 34 ]        |

### 過去のネット局
- 九州朝日放送（ - 2010年9月28日、それ以降は不定期放送）
- 北海道テレビ（ - 2011年12月21日）
- 瀬戸内海放送（ - 2012年4月7日、2013年7月13日（12日深夜）1:35 - 2:05、2014年6月30日（29日深夜）2:25 - 2:55、2015年7月29日（28日深夜）2:45 - 3:15、7月30日（29日深夜）2:25 - 2:55、8月4日（3日深夜）1:26 - 1:56、8月27日（26日深夜）1:55 - 2:25で、単発放送）
- 熊本朝日放送（ - 2014年4月9日）
- 青森朝日放送
- メ〜テレ（不定期放送）
- 朝日放送（放送当時。現：朝日放送テレビ。2009年10月21日 - 2011年9月12日〈火曜→日曜『ニチバラ!・第2部』〉で放送していたが、後に不定期で放送〈同系列のネット受けバラエティ番組の休止による穴埋め放送の措置〉となっていた。2018年2月5日よりネットを再開したが、同年3月26日をもって再度打ち切り。）
- 新潟テレビ21（日曜（土曜深夜）1:45 - 2:15に放送していたが、2014年3月30日に打ち切り。2016年10月10日よりネットを再開し、月曜（日曜深夜） 1:10 - 1:40に放送。テレビ朝日系の改編に伴い、2017年4月24日から2018年3月19日までは1:20 - 1:50に放送。2018年4月より、月曜（日曜深夜） 1:30 - 2:00に放送していたが、同年10月1日（9月30日深夜）をもって再度打ち切り）
- 長崎文化放送（ - 2019年3月）

## 関連商品

### DVD・Blu-ray
発売は全てテレビ朝日、販売はソニー・ミュージックディストリビューション（第1弾）、アニプレックス（第2弾 - 第15弾）、ソニー・ミュージックマーケティング（第16弾 - ）が担当。
 2012年10月に発売された第7弾からはBlu-ray版も製作・販売されている。なお、セル版に関してはDVDのみの販売となっている。
- 第1弾（2008年6月25日）
  - さまぁ〜ず×さまぁ〜ず DVD-BOX（Vol.1&2+特典DISC）
  - さまぁ〜ず×さまぁ〜ず Vol.1
  - さまぁ〜ず×さまぁ〜ず Vol.2

- 第2弾（2009年7月22日）
  - さまぁ〜ず×さまぁ〜ず Vol.3
  - さまぁ〜ず×さまぁ〜ず Vol.4
  - さまぁ〜ず×さまぁ〜ず Vol.5

- 第3弾（2010年8月25日）
  - さまぁ〜ず×さまぁ〜ず DVD-BOX（Vol.6&7+特典DISC）
  - さまぁ〜ず×さまぁ〜ず Vol.6
  - さまぁ〜ず×さまぁ〜ず Vol.7

- 第4弾（2011年4月27日）
  - さまぁ〜ず×さまぁ〜ず DVD-BOX（Vol.8&9+特典DISC）
  - さまぁ〜ず×さまぁ〜ず Vol.8
  - さまぁ〜ず×さまぁ〜ず Vol.9

- 第5弾（2011年10月26日）
  - さまぁ〜ず×さまぁ〜ず DVD-BOX（Vol.10&11+特典DISC）
  - さまぁ〜ず×さまぁ〜ず Vol.10
  - さまぁ〜ず×さまぁ〜ず Vol.11

- 第6弾（2012年4月25日）
  - さまぁ〜ず×さまぁ〜ず DVD-BOX（Vol.12&13+特典DISC）
  - さまぁ〜ず×さまぁ〜ず Vol.12
  - さまぁ〜ず×さまぁ〜ず Vol.13

- 第7弾（2012年10月24日）
  - さまぁ〜ず×さまぁ〜ず DVD-BOX・Blu-ray BOX（Vol.14&15+特典DISC）
  - さまぁ〜ず×さまぁ〜ず Vol.14
  - さまぁ〜ず×さまぁ〜ず Vol.15

- 第8弾（2013年4月24日）
  - さまぁ〜ず×さまぁ〜ず DVD-BOX・Blu-ray BOX（Vol.16&17+特典DISC）
  - さまぁ〜ず×さまぁ〜ず Vol.16
  - さまぁ〜ず×さまぁ〜ず Vol.17

- 第9弾（2013年10月23日）
  - さまぁ〜ず×さまぁ〜ず DVD-BOX・Blu-ray BOX（Vol.18&19+特典DISC）
  - さまぁ〜ず×さまぁ〜ず Vol.18
  - さまぁ〜ず×さまぁ〜ず Vol.19

- 第10弾（2014年4月23日）
  - さまぁ〜ず×さまぁ〜ず DVD-BOX・Blu-ray BOX（Vol.20&21+特典DISC）
  - さまぁ〜ず×さまぁ〜ず Vol.20
  - さまぁ〜ず×さまぁ〜ず Vol.21

- 第11弾（2014年10月22日）
  - さまぁ〜ず×さまぁ〜ず DVD-BOX・Blu-ray BOX（Vol.22&23+特典DISC）
  - さまぁ〜ず×さまぁ〜ず Vol.22
  - さまぁ〜ず×さまぁ〜ず Vol.23

- 第12弾（2015年4月22日）
  - さまぁ〜ず×さまぁ〜ず DVD-BOX・Blu-ray BOX（Vol.24&25+特典DISC）
  - さまぁ〜ず×さまぁ〜ず Vol.24
  - さまぁ〜ず×さまぁ〜ず Vol.25

- 第13弾（2015年11月4日）
  - さまぁ〜ず×さまぁ〜ず DVD-BOX・Blu-ray BOX（Vol.26&27+特典DISC）
  - さまぁ〜ず×さまぁ〜ず Vol.26
  - さまぁ〜ず×さまぁ〜ず Vol.27

- 第14弾（2016年5月25日）
  - さまぁ〜ず×さまぁ〜ず DVD-BOX・Blu-ray BOX（Vol.28&29+特典DISC）
  - さまぁ〜ず×さまぁ〜ず Vol.28
  - さまぁ〜ず×さまぁ〜ず Vol.29

- 第15弾（2016年10月26日）
  - さまぁ〜ず×さまぁ〜ず DVD-BOX・Blu-ray BOX（Vol.30&31+特典DISC）
  - さまぁ〜ず×さまぁ〜ず Vol.30
  - さまぁ〜ず×さまぁ〜ず Vol.31

- 第16弾（2017年5月24日）
  - さまぁ〜ず×さまぁ〜ず DVD-BOX・Blu-ray BOX（Vol.32&33+特典DISC）
  - さまぁ〜ず×さまぁ〜ず Vol.32
  - さまぁ〜ず×さまぁ〜ず Vol.33
- 第17弾（2018年5月23日）
  - さまぁ〜ず×さまぁ〜ず DVD-BOX・Blu-ray BOX（Vol.34&35+特典DISC）
  - さまぁ〜ず×さまぁ〜ず Vol.34
  - さまぁ〜ず×さまぁ〜ず Vol.35
- 第18弾（2018年11月28日）
  - さまぁ〜ず×さまぁ〜ず DVD-BOX・Blu-ray BOX（Vol.36&37+特典DISC）
  - さまぁ〜ず×さまぁ〜ず Vol.36
  - さまぁ〜ず×さまぁ〜ず Vol.37
  - 収録範囲：2015年10月〜2016年3月
- 第19弾（2019年5月22日）
  - さまぁ〜ず×さまぁ〜ず DVD-BOX・Blu-ray BOX（Vol.38&39+特典DISC）
  - さまぁ〜ず×さまぁ〜ず Vol.38
  - さまぁ〜ず×さまぁ〜ず Vol.39
  - 収録範囲：2016年4月〜2016年9月
- 第20弾（2019年11月27日）
  - さまぁ〜ず×さまぁ〜ず DVD-BOX・Blu-ray BOX（Vol.40&41+特典DISC）
  - さまぁ〜ず×さまぁ〜ず Vol.40
  - さまぁ〜ず×さまぁ〜ず Vol.41
  - 収録範囲：2016年秋〜2017年春
- 第21弾（2020年5月27日）
  - さまぁ〜ず×さまぁ〜ず DVD-BOX・Blu-ray BOX（Vol.42&43+特典DISC）
  - さまぁ〜ず×さまぁ〜ず Vol.42
  - さまぁ〜ず×さまぁ〜ず Vol.43
  - 収録範囲：2017年春〜2017年秋
- 第22弾（2021年5月26日）
  - さまぁ〜ず×さまぁ〜ず DVD-BOX・Blu-ray BOX（Vol.44&45&46&47+特典DISC）
  - さまぁ〜ず×さまぁ〜ず Vol.44
  - さまぁ〜ず×さまぁ〜ず Vol.45
  - さまぁ〜ず×さまぁ〜ず Vol.46
  - さまぁ〜ず×さまぁ〜ず Vol.47
  - 収録範囲：2017年秋〜2020年9月

### 書籍
- まるごと! さまぁ〜ず×さまぁ〜ず（2016年4月25日、宝島社）[35]